# مهار اغتشاش

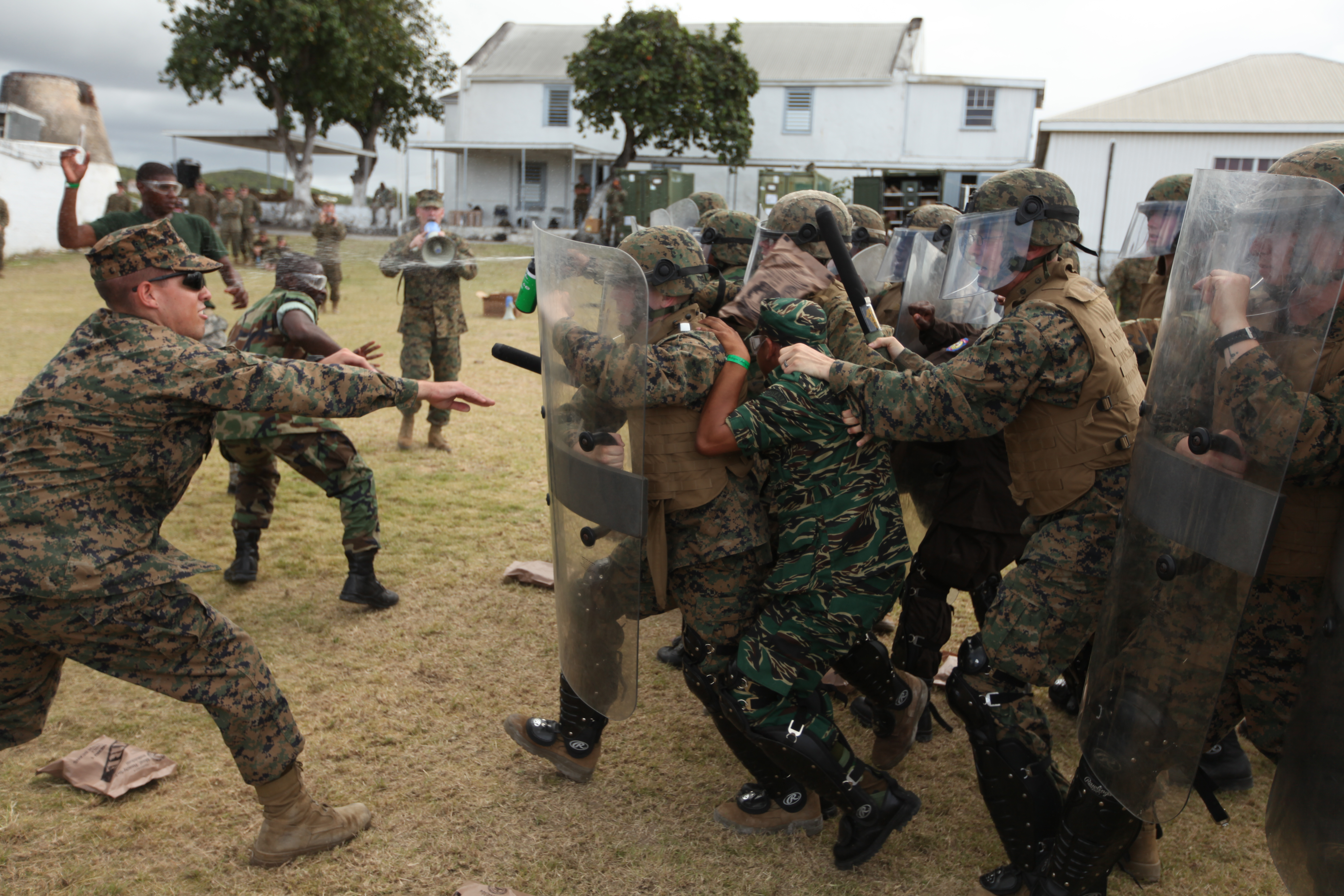
درگیری تفنگداران دریایی آمریکا با سربازان کشورهای حوزه کارائیب در جریان یک رزمایش مهار اغتشاش در سال ۲۰۱۱

مهار اغتشاش به روش‌های مختلفی اشاره دارد که نیروهای انتظامی، نظامی، شبه‌نظامی یا امنیتی، به منظور کنترل، متفرق ساختن و دستگیری افرادی که در ناآرامی‌های اجتماعی، تجمعات غیرقانونی یا اعتراضات غیرقانونی شرکت دارند، به کار می‌برند.
در شرایطی که اغتشاش به صورت خودجوش و بدون برنامه‌ریزی قبلی رخ داده و فاقد منطق و دلیل مشخصی باشد، ممکن است اقداماتی که موجب تأمل و توقف لحظه‌ای افراد شود (مانند ایجاد صداهای بلند و ناگهانی یا صدور فرامین و دستورهایی با لحن آرام و قاطع) برای خاتمه دادن به آن کافی باشد. با این وجود، هنگامی که خشم و اعتراض مردم ناشی از علتی مشخص باشد یا اغتشاش به صورت سازماندهی شده و با برنامه‌ریزی قبلی صورت گرفته باشد، این روش‌ها معمولاً کارایی لازم را نداشته و با شکست مواجه می‌شوند.
در دوران گذشته، پرسنل مهار اغتشاش از سلاح‌های غیرکشنده مانند باتوم و شلاق برای پراکنده‌ساختن جمعیت و بازداشت افراد استفاده می‌کردند. از دهه ۱۹۸۰ به این سو، مأموران مهار اغتشاش به ابزارهای دیگری مانند گاز اشک‌آور که باعث سوزش چشم و اشک ریزش می‌شود، اسپری فلفل که سوزش شدید در چشم و بینی ایجاد می‌کند، گلوله‌های لاستیکی که با ضربه و درد باعث متفرق شدن افراد می‌شود، نارنجک‌های صوتی که با ایجاد صدای مهیب باعث شوک و ترس می‌شوند، و شوکرهای الکتریکی که با ایجاد شوک الکتریکی باعث از کار افتادن عضلات می‌شوند، نیز مجهز شده‌اند. در برخی موارد نیز ممکن است یگان‌های ضد شورش از تجهیزات پیشرفته‌تری مانند دستگاه‌های صوتی دوربرد که با  انتشار امواج صوتی با فرکانس خاص باعث پراکنده شدن جمعیت می‌شوند، ماشین‌های آب‌پاش که با پاشیدن آب با فشار زیاد به سمت جمعیت آنها را متفرق می‌کنند، خودروهای زرهی برای حفاظت از نیروهای خود در برابر حملات معترضان، نظارت هوایی با استفاده از هلی‌کوپتر یا پهپاد برای رصد و  کنترل شرایط، سگ‌های پلیس برای تعقیب و دستگیری افراد، و حتی پلیس سواره که با استفاده از اسب به راحتی در میان جمعیت حرکت کرده و آنها را  کنترل می‌کنند، استفاده کنند.
افرادی که وظیفه مهار اغتشاش را بر عهده دارند، برای حفاظت از خود در برابر خطرات احتمالی، از تجهیزات حفاظتی ویژه‌ای استفاده می‌کنند. این تجهیزات شامل کلاه ضد شورش برای محافظت از سر در برابر ضربه، محافظ صورت برای جلوگیری از آسیب به چشم و صورت، جلیقه ضد گلوله برای محافظت از بدن در برابر گلوله و سایر اشیاء پرنده، محافظ گردن برای جلوگیری از آسیب به گردن و نای، زانوبند برای محافظت از زانو در هنگام درگیری و افتادن، ماسک گاز برای محافظت در برابر گازهای اشک‌آور و سایر گازهای سمی، و سپر ضد شورش برای دفاع در برابر حملات معترضان و پرتاب اشیاء می‌شود.
با وجود اینکه تاکتیک‌های مهار اغتشاش در  کنترل جمعیت و برقراری نظم مؤثر هستند، اما نباید فراموش کرد که این درگیری‌ها می‌توانند تأثیرات روانی عمیقی بر هر دو طرف درگیر، یعنی هم شورشیان و هم پلیس، داشته باشند. قرار گرفتن در معرض ترس و وحشت شدید، استرس و فشار روانی بالا، و خشونت  و درگیری فیزیکی در طول این حوادث می‌تواند منجر به بروز مشکلات سلامت روان طولانی‌مدت مانند اضطراب و نگرانی مداوم، اختلال استرس پس از سانحه (PTSD) که با علائمی مانند بازگشت به خاطرات ناگوار حادثه، کابوس‌های شبانه، و احساس ترس و اضطراب شدید همراه است، و افزایش پرخاشگری و عصبانیت شود. این تأثیرات می‌توانند زندگی عادی و سلامت روان معترضان و افسران پلیس را به‌طور جدی تحت تأثیر قرار دهند.
در طول تاریخ، مواردی نیز وجود داشته است که در آن‌ها از سلاح‌های مرگبار برای سرکوب خشونت‌آمیز اعتراضات و شورش‌ها استفاده شده و باعث کشته و زخمی شدن تعداد زیادی از مردم شده است. برخی از این حوادث عبارتند از:
- شورش نیکا در امپراتوری روم
- قتل‌عام بوستون
- قتل‌عام هایمارکت
- قتل‌عام موز
- انقلاب مجارستان در سال ۱۹۵۶
- تیراندازی‌های کنت استیت
- قیام سوتو
- قتل‌عام شارپویل
- قتل‌عام مندیولا
- یکشنبه خونین (۱۹۰۵)
- قتل‌عام پونس
- قتل‌عام ریو پیدراس
- یکشنبه خونین (۱۹۷۲)
- اعتراضات میدان تیان آنمن در سال ۱۹۸۹
- اعتراضات ونزوئلا در سال ۲۰۱۷
- اعتراضات مرزی غزه در سال‌های ۲۰۱۸–۲۰۱۹
- اعتراضات سریلانکا در سال ۲۰۲۲
- ناآرامی‌های قزاقستان در سال ۲۰۲۲
- اعتراضات مهسا امینی

## تاریخچه

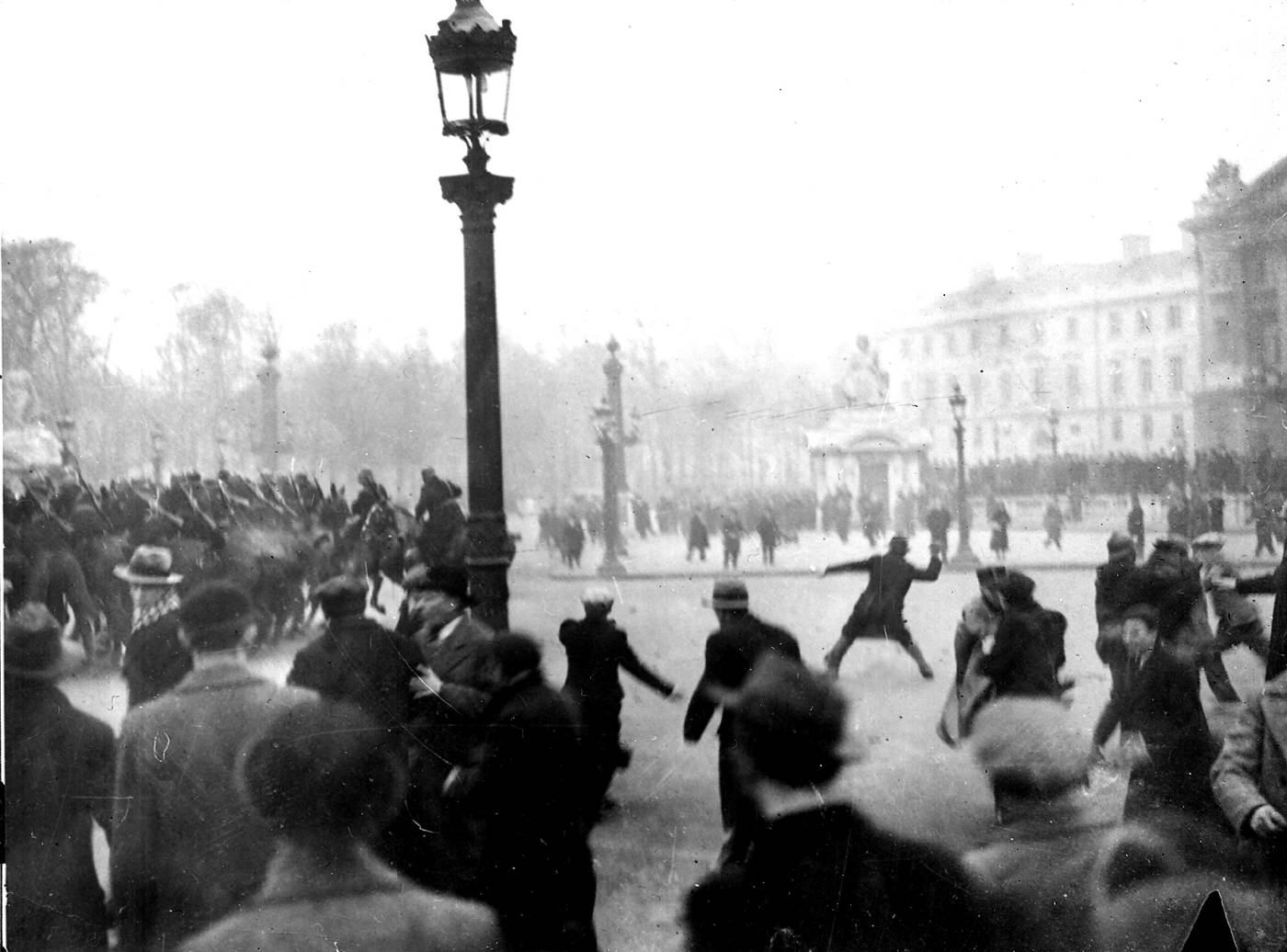
سربازان گارد جمهوری‌خواه سیار (GRM) سوار بر اسب در حال مقابله با شورشیان در میدان کنکورد پاریس - ۱۹۳۴

از گذشته‌های دور، برقراری و حفظ نظم و امنیت در تجمعات و اعتراضات مردمی و همچنین فرونشاندن شورش‌ها و ناآرامی‌های اجتماعی، همواره یکی از دغدغه‌های اصلی حکومت‌ها و دولت‌ها در سراسر جهان بوده است. تا اوایل قرن بیستم، در اکثر کشورها نیروی ویژه‌ای که به طور اختصاصی برای این منظور آموزش دیده و سازماندهی شده باشد، وجود نداشت. به همین دلیل، زمانی که نیروی پلیس عادی برای  کنترل شرایط کافی نبود، معمولاً از ارتش برای مهار اغتشاشات و برقراری نظم استفاده می‌شد. اما این روش اغلب با پیامدهای ناگواری همراه بود. گاهی سربازان با مردم همدردی کرده و به آنها می‌پیوستند و گاهی نیز با خشونت  بی‌رویه و سرکوب گری مقابله می‌کردند که منجر به کشته و زخمی شدن معترضان می‌شد. به عبارت دیگر، استفاده از ارتش برای مهار اغتشاشات، مانند شمشیری دو لبه بود که می‌توانست هم به نفع و هم به ضرر دولت تمام شود.
اصطلاح انگلیسی «Riot Control»، که امروزه در زبان انگلیسی برای توصیف این گونه عملیات به کار می‌رود، احتمالاً اولین بار در سال ۱۹۱۵ و در فیلم کوتاه «کلاهبرداری رستوران ارزان‌قیمت» از مجموعه فیلم‌های کمدی پلیس‌های کی‌استون استفاده شده است. این فیلم‌ها که در دهه ۱۹۱۰ ساخته می‌شدند، به تصویر کشیدن صحنه‌های خنده‌دار از ناکارآمدی و بی‌نظمی پلیس در آمریکا معروف بودند.
برای درک بهتر چالش‌های مهار اغتشاش، می‌توان به تجربه کشور فرانسه در قرن نوزدهم و اوایل قرن بیستم نگاهی انداخت. در آن دوران، یک شورش و ناآرامی اجتماعی در فرانسه رخ داد که به دلیل مدیریت ضعیف و استفاده از خشونت  بی‌رویه توسط ارتش، به شکست انجامید و حتی در برخی موارد باعث تشدید ناآرامی‌ها شد. ژاندارمری ملی فرانسه در طول قرن نوزدهم و در دوران آشوب و ناآرامی، چندین بار سعی کرد با ایجاد نیروهای ژاندارمری «سیار» و ویژه، به این مشکل رسیدگی کند. اما این واحدها که به طور موقت و برای مدت زمان محدودی تشکیل می‌شدند، پس از پایان هر شورش یا ناآرامی، منحل می‌شدند و هیچ ساختار و سازمان دائمی برای مهار اغتشاشات وجود نداشت. این وضعیت تا سال ۱۹۲۱ ادامه داشت تا اینکه بالاخره تصمیم گرفته شد «جوخه‌های ژاندارمری سیار» به طور دائم در چارچوب ژاندارمری استانی ایجاد شود. این جوخه‌ها که برخی سواره و برخی پیاده بودند، هر کدام از ۴۰ ژاندارم تشکیل می‌شد (در منطقه پاریس ۶۰ ژاندارم). در سال ۱۹۲۶، این جوخه‌ها با یکدیگر ادغام شده و «گارد جمهوری‌خواه سیار» (GRM) را تشکیل دادند. GRM در سال ۱۹۲۷ به شاخه‌ای مجزا و تخصصی از ژاندارمری تبدیل شد و جوخه‌های آن به بخشی از گروهان‌ها و لژیون‌ها تبدیل شدند. تا سال ۱۹۴۰، GRM به نیرویی بزرگ با ۲۱۰۰۰ نفر تبدیل شد که از ۱۴ لژیون، ۵۴ گروه گروهانی و ۱۶۷ گروهان تشکیل می‌شد.
GRM که برای مدت طولانی تنها نیروی بزرگ و متخصص در زمینه حفظ یا برقراری قانون و نظم در فرانسه در طول تظاهرات یا شورش‌ها بود، به تدریج اصول و راهبردهای لازم برای مهار اغتشاشات را ایجاد کرد. این اصول شامل خویشتن‌داری و پرهیز از خشونت، اجتناب از مواجهه مستقیم با معترضان تا حد ممکن، و همیشه باز گذاشتن «راه فرار» برای جمعیت برای جلوگیری از تشدید درگیری و خشونت  می‌شد. در سال ۱۹۴۰، پس از سقوط فرانسه در جنگ جهانی دوم و اشغال این کشور توسط آلمان نازی، مقامات آلمانی GRM را منحل کردند، اما در سال ۱۹۴۴ و پس از آزادسازی فرانسه، این نیرو دوباره احیا شد و در سال ۱۹۵۴ به ژاندارمری سیار تغییر نام داد.

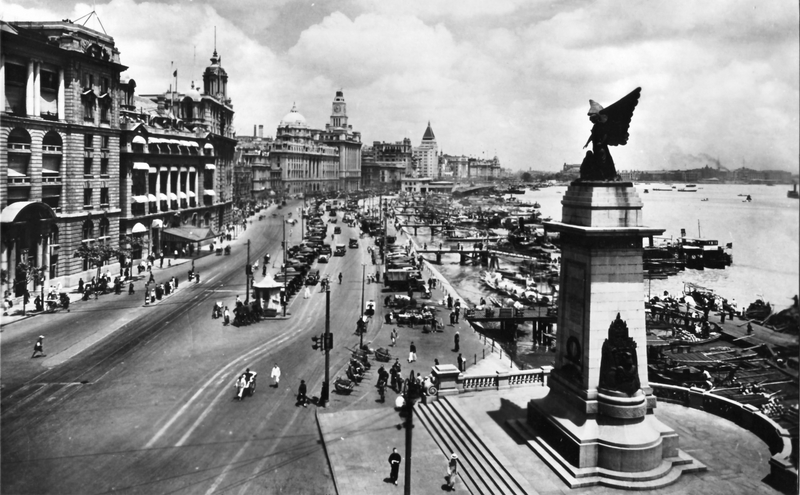
مرکز منطقه بین‌المللی شانگهای، ۱۹۲۸

در قاره آسیا، اولین گروه که به طور ویژه در زمینه تکنیک‌های مدرن مهار اغتشاش آموزش دیده بود، در سال ۱۹۲۵ در شانگهای تحت استعمار تشکیل شد. این اقدام در واکنش به شورش ضعیف مدیریت شده «جنبش سی ام مه» صورت گرفت. در این جنبش، دانشجویان و کارگران چینی در اعتراض به نفوذ و استثمار خارجی در کشورشان به خیابان‌ها آمدند و تظاهرات مسالمت‌آمیز آنها توسط پلیس به خشونت  کشیده شد و منجر به کشته شدن تعدادی از آنها شد. این حادثه باعث خشم و انزجار عمومی شد و نیاز به یک نیروی ویژه برای مهار اغتشاشات را بیش از پیش آشکار کرد.
در دهه ۱۹۲۰، شانگهای به دلیل از هم پاشیدگی نیروی انتظامی در کشور چین، رشد جرایم سازمان یافته و تجارت افسارگسیخته تریاک، به یکی از خطرناک‌ترین شهرهای جهان تبدیل شده بود. در این شرایط پر آشوب، «ویلیام ای. فربیرن»، کمیسر دستیار بریتانیایی و افسر «اریک  آنتونی سایکس» از پلیس شهرداری شانگهای، روش‌های جدید و مؤثری را برای مبارزه با جرم و جنایت و مهار اغتشاشات ابداع کردند. این روش‌ها شامل تیراندازی با تپانچه جنگی، مهارت‌های مبارزه تن به تن و آموزش مبارزه با چاقو می‌شد. هدف از این آموزش‌ها، افزایش توانایی و مهارت پلیس در مقابله با مجرمان و شورشیان مسلح بود.
تحت رهبری فربیرن، پلیس شهرداری شانگهای (SMP) روش‌های بسیار زیادی را برای مهار اغتشاش ایجاد کرد. این تکنیک‌های مهار اغتشاش منجر به معرفی «واحد ذخیره» شانگهای شد. این واحد ویژه که از میان بهترین و کارآزموده‌ترین افسران پلیس  انتخاب شده بودند، برای متفرق کردن اجباری شورش‌ها و واکنش به جرایم سطح بالا مانند آدم‌ربایی و سرقت‌های مسلحانه استفاده می‌شد. واحد ذخیره به سرعت به عنوان یک نیروی ضربت و واکنش سریع در شانگهای شناخته شد و نقش مهمی در برقراری امنیت و نظم در این شهر داشت.
مهارت‌های پرورش یافته در شانگهای به سرعت مورد توجه نیروهای پلیس بین‌المللی و یگان‌های جنگی سرّی قرار گرفت و توسط آنها پذیرفته و اقتباس شد. یگان‌های جنگی سرّی به واحدهایی اطلاق می‌شود که به طور مخفیانه و با اهداف خاص مانند جاسوسی، خرابکاری و عملیات پشت خطوط دشمن فعالیت می‌کنند. فربیرن نقش مهمی در گسترش این مهارت‌ها داشت. او نه تنها رهبری واحد ذخیره را بر عهده داشت، بلکه روش‌های خود را در سراسر جهان، از جمله در ایالات متحده، قبرس تحت استعمار و شهرک‌های تنگه آموزش می‌داد. به این ترتیب، روش‌های نوین مهار اغتشاش که در شانگهای ابداع شده بود، به سرعت در سراسر جهان گسترش یافت و به استانداردهای جدید در این زمینه تبدیل شد.

## نمونه‌های معاصر

### اعتراضات جنبشجان سیاه‌پوستان مهم است

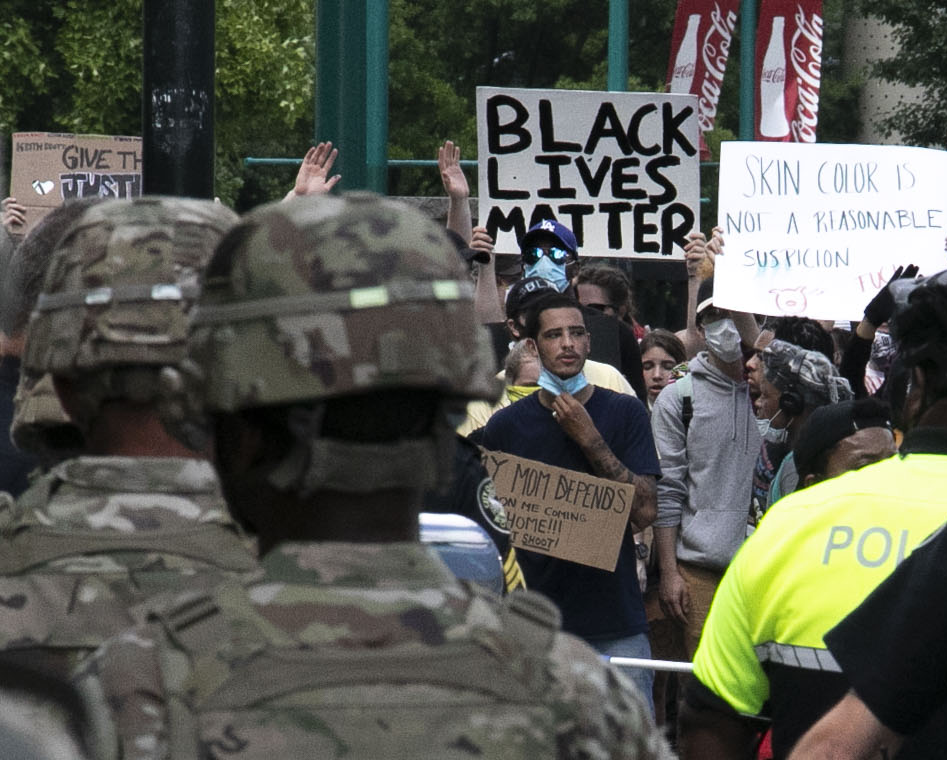

در ماه مه ۲۰۲۰، جورج فلوید، مردی سیاه‌پوست و آمریکایی در شهر مینیاپولیس، هنگامی که در بازداشت پلیس بود، توسط یک افسر پلیس سفیدپوست به قتل رسید. این حادثه که به صورت فیلم توسط یک شاهد ضبط و در رسانه‌های اجتماعی  منتشر شد، خشم و انزجار عمومی را در آمریکا و سایر کشورهای جهان برانگیخت. در این فیلم، دیده می‌شد که افسر پلیس زانوی خود را به مدت بیش از نه دقیقه روی گردن جورج فلوید فشار می‌دهد، در حالی که او به سختی نفس می‌کشد و التماس می‌کند که نمی‌تواند نفس بکشد. این صحنه دلخراش، بار دیگر تبعیض نژادی سیستماتیک و خشونت  پلیس علیه سیاه‌پوستان در آمریکا را در کانون توجه قرار داد و موجب آغاز موجی از اعتراضات گسترده در حمایت از جنبش جان  سیاه‌پوستان  مهم  است شد.
در تابستان ۲۰۲۰، آمریکا شاهد تعداد زیادی تظاهرات گسترده در حمایت از جنبش «جان سیاه‌پوستان مهم است» بود. این اعتراضات که با هدف مقابله با تعصب نژادی و خشونت  پلیس علیه سیاه‌پوستان برگزار می‌شد، در بسیاری از شهرهای آمریکا به وقوع پیوست و با حضور میلیون‌ها نفر از اقشار مختلف جامعه همراه بود. معترضان خواستار اصلاحات اساسی در نظام پلیس و برقراری عدالت نژادی در جامعه آمریکا بودند. با توجه به حجم زیاد اعتراضات و درگیری‌های پراکنده بین معترضان و پلیس، ادارات پلیس و در برخی موارد نیروی گارد ملی برای پایان دادن به این اعتراضات به خیابان‌ها اعزام شدند. پلیس اغلب از لباس و تجهیزات ضد شورش استفاده می‌کرد و برای متفرق کردن معترضان از گلوله‌های غیرکشنده مانند گلوله‌های لاستیکی و همچنین مواد تحریک‌کننده مانند گاز اشک‌آور و اسپری فلفل استفاده می‌کرد. استفاده از این روش‌ها توسط پلیس، با  انتقادهای زیادی از سوی فعالان حقوق بشر و سازمان‌های بین‌المللی مواجه شد و آنها پلیس را به استفاده بی‌رویه از زور و نقض حقوق معترضان متهم کردند.
این حوادث به طور گسترده در رسانه‌های اجتماعی مستند شد و فیلم‌ها و تصاویر زیادی از خشونت  پلیس علیه معترضان در اینترنت  منتشر شد. این فیلم‌ها و تصاویر که اغلب توسط شهروندان عادی با استفاده از تلفن‌های همراه خود ضبط می‌شد، نقش مهمی در افزایش آگاهی عمومی دربارهٔ خشونت  پلیس و تبعیض نژادی در آمریکا داشت. مستندسازی و حمایت از اعتراضات در رسانه‌های اجتماعی به گسترش و جهانی شدن جنبش «جان سیاه‌پوستان مهم است» کمک کرد و باعث شد تا مردم در سراسر جهان با این جنبش و اهداف آن آشنا شوند و به آن بپیوندند. یک مطالعه که توسط مؤسسه ملی بهداشت انجام شد، به بررسی نقش رسانه‌های اجتماعی در افزایش آگاهی عمومی دربارهٔ تبعیض نژادی و خشونت  پلیس و همچنین تأثیر آنها در مشروعیت بخشیدن به جنبش «جان سیاه‌پوستان مهم است» پرداخت. این مطالعه نشان داد که رسانه‌های اجتماعی نقش مهمی در سازماندهی اعتراضات، انتشار اطلاعات و ایجاد همبستگی بین معترضان داشته‌اند.
علاوه بر پلیس، گروه‌های ضد اعتراض و شبه‌نظامیان راست گرا نیز به معترضان حمله کرده و آنها را مورد خشونت  قرار دادند. این گروه‌ها که اغلب مسلح به سلاح‌های گرم بودند و با ایدئولوژی‌های نژادپرستانه و ضد سیاه‌پوستان شناخته می‌شدند، به دنبال ایجاد ترس و وحشت در میان معترضان و برهم زدن اعتراضات مسالمت‌آمیز آنها بودند. آنها به جای استفاده از مواد تحریک‌کننده یا سایر ابزارهای استاندارد مهار اغتشاش، اغلب از روش‌های خشن‌تری مانند زدن ماشین به معترضان استفاده می‌کردند. این اقدامات خشن منجر به مجروح و حتی کشته شدن تعدادی از معترضان شد. داده‌ها نشان می‌دهد که اعتراضات جنبش «جان سیاه‌پوستان مهم است» به طور خاص با مداخله دولتی بسیار بیشتری نسبت به سایر اعتراضات در آمریکا مواجه شد. این مداخله دولتی علاوه بر اعزام نیروهای پلیس و گارد ملی برای مهار اعتراضات، شامل استفاده از تکنیک‌های نظارتی و جاسوسی علیه فعالان و رهبران جنبش نیز می‌شد. تکنیک‌های سرکوب که توسط دولت و همچنین گروه‌های ضد اعتراض راست گرا استفاده می‌شد، منجر به مجروح و کشته شدن تعدادی از معترضان شد و باعث شد تا بسیاری از فعالان و سازمان‌های حقوق بشری دولت آمریکا را به نقض حقوق بشر و سرکوب اعتراضات مسالمت‌آمیز متهم کنند. در طول و پس از اعتراضات، قوانین و مقررات زیادی تصویب یا نوشته شد تا این اعتراضات را محدود کند و از تکرار آنها در آینده جلوگیری کند. قانون‌گذاران و مردم دربارهٔ روش‌های مهار اغتشاش و نقض اصلاحیه اول قانون اساسی ایالات متحده از جمله حق تجمع و حق آزادی بیان توسط این روش‌ها، ابراز نگرانی کردند. ۴۵ ایالت از ۵۰ ایالت آمریکا این قوانین را مورد بررسی قرار دادند. هر دو حزب سیاسی اصلی در آمریکا دربارهٔ تمایز بین شورش و اعتراض ابراز نگرانی کردند و بر ضرورت حفظ حق اعتراض مسالمت‌آمیز مردم تأکید کردند.

### اعتراضات پرو
بین سال‌های ۲۰۲۲ و ۲۰۲۳، اعتراضات گسترده‌ای در کشور پرو علیه کنگره و رئیس جمهور دینا بولوارته به وقوع پیوست. این اعتراضات که در ابتدا به صورت مسالمت‌آمیز آغاز شد، به سرعت به خشونت  کشیده شد و منجر به درگیری‌های شدید بین معترضان و نیروهای امنیتی شد. ریشه این اعتراضات را می‌توان در نارضایتی عمومی از وضعیت اقتصادی و اجتماعی کشور، فساد گسترده در دولت و نهادهای سیاسی، و همچنین بی‌اعتمادی به نظام سیاسی جستجو کرد. معترضان خواستار استعفای رئیس جمهور و برگزاری  انتخابات جدید بودند. در دسامبر ۲۰۲۲، دولت در واکنش به این اعتراضات، چندین حق اساسی شهروندان را به حالت تعلیق درآورد. این حقوق شامل حق جلوگیری از ورود و اقامت سربازان در خانه‌های مردم، آزادی تردد و آزادی تجمع می‌شد. این اقدامات دولت با  انتقادهای گسترده ملی و بین‌المللی مواجه شد و بسیاری آن را نقض حقوق بشر و محدود کردن آزادی‌های مدنی دانستند.
نیروی به کار رفته علیه معترضان توسط نیروهای امنیتی بسیار شدید و خشن بود و منجر به مجروح شدن حداقل ششصد نفر و کشته شدن شصت نفر شد. عفو بین‌الملل با  انتشار گزارشی اعلام کرد که نیروهای امنیتی پرو از «زور بیش از حد و غیرضروری» علیه معترضان استفاده کرده‌اند و در برخی موارد به طور عمد به سمت معترضان غیرمسلح آتش گشوده‌اند. این گزارش با ارائه شواهد و مدارک مستند، خشونت  بی‌رویه پلیس علیه معترضان را محکوم کرد و خواستار تحقیقات مستقل دربارهٔ این حوادث شد. اسپانیا که در سال‌های گذشته از دولت پرو حمایت مالی می‌کرد، به حمایت خود ادامه داد و سلاح و بودجه لازم برای سرکوب این اعتراضات را در اختیار دولت پرو قرار داد. این اقدام اسپانیا نیز با  انتقادهای زیادی مواجه شد و بسیاری از فعالان حقوق بشر و سازمان‌های بین‌المللی از این کشور خواستند تا صادرات سلاح به پرو را متوقف کند. سازمان غیر دولتی عفو بین‌الملل از اسپانیا خواست که صادرات این سلاح‌ها را متوقف کند و آن را «سرکوب مرگبار» خواند. نیروهای امنیتی با سلاح‌های تهاجمی به معترضان حمله کردند و در یک مورد به روی آنها آتش گشودند. عفو بین‌الملل اعلام کرد که رئیس جمهور باید به دلیل مرگ و میر و جراحات وارده به معترضان به طور کیفری مسئول شناخته شود.

## تجهیزات و تاکتیک‌ها

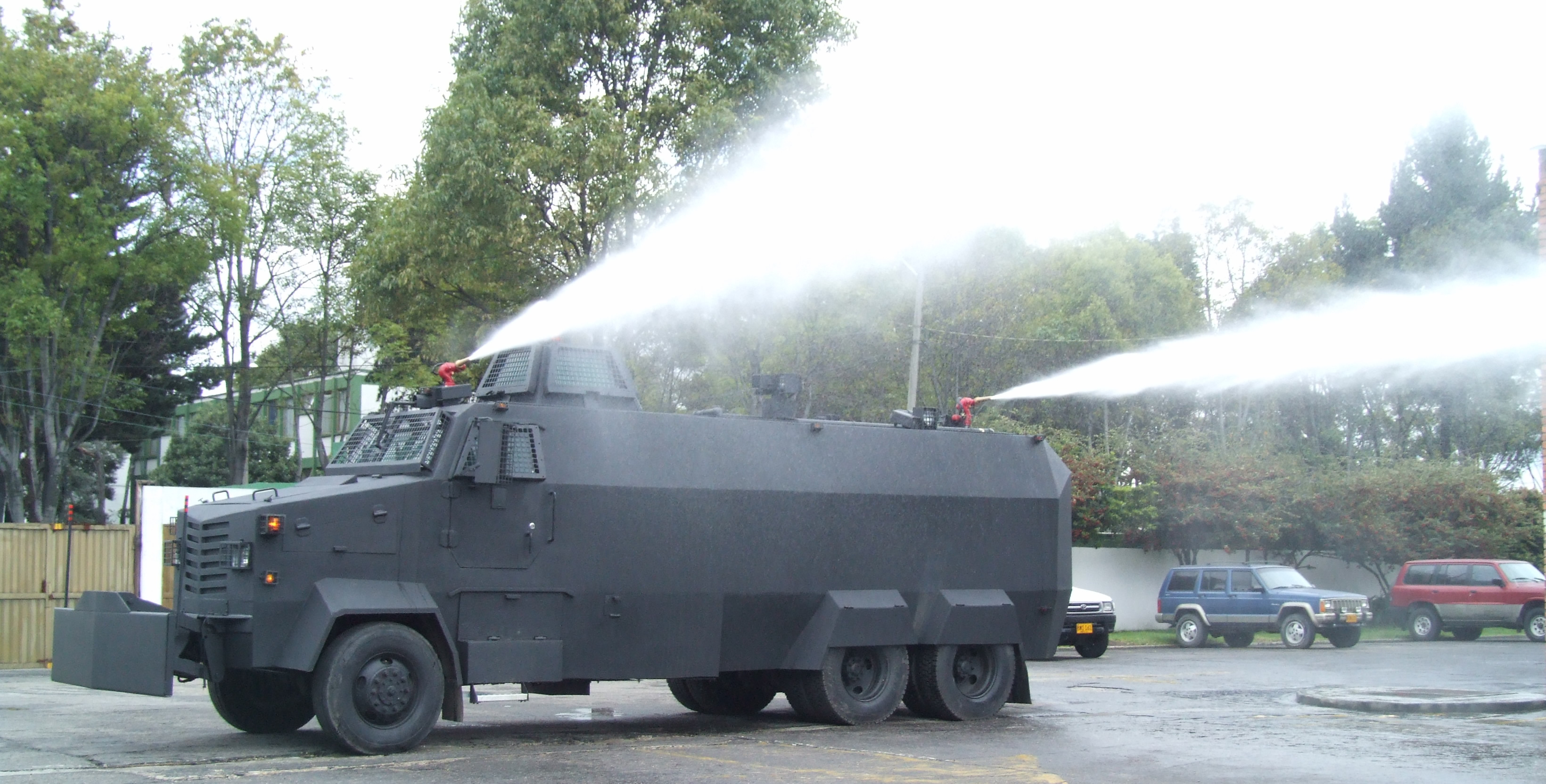
خودروی زرهی آب‌پاش ISBI پلیس کلمبیا مخصوص مهار اغتشاشات

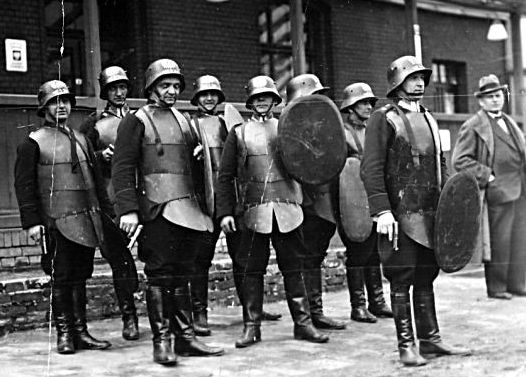
جوخه پلیس ضد شورش لهستان در دهه ۱۹۳۰، مجهز به سپرهای ضد شورش کدر و بدون حفاظ صورت بر روی کلاه‌هایشان، چرا که پلی‌کربنات هنوز اختراع نشده بود.

افسران پلیس که در آموزشگاه‌های ضد شورش پلیس آموزش دیده‌اند، اغلب برای حفاظت از خود در هنگام مهار اغتشاشات از کلاه ایمنی و سپر ضد شورش استفاده می‌کنند. این تجهیزات به گونه‌ای طراحی شده‌اند که از فرد در برابر خطراتی که در درگیری‌های تن‌به‌تن و همچنین اشیاء پرتاب شده مانند بطری و آجر وجود دارد، محافظت کنند. لباس‌هایی که معمولاً توسط افسران مهار اغتشاش پوشیده می‌شود، تمام بدن را می‌پوشاند و هیچ نقطه آسیب‌پذیری برای ضربه زدن باقی نمی‌گذارد. به عنوان مثال، کلاه‌های ایمنی که توسط این افسران استفاده می‌شود، دارای یک بخش اضافی است که به سمت بیرون امتداد یافته و از پشت گردن در برابر حملات محافظت می‌کند. برای تأمین حفاظت بیشتر، این تجهیزات اغلب دارای محافظ ضد گلوله نیز هستند. در صورتی که قرار باشد از گاز اشک‌آور یا سایر مواد شیمیایی مهار اغتشاش استفاده شود، افسران پلیس از ماسک گاز نیز استفاده می‌کنند.
اگرچه دیدن پلیس با لباس و تجهیزات  کامل ضد شورش ممکن است ترسناک و رعب‌آور باشد، اما لباس‌های ضد شورش امروزی به گونه‌ای طراحی شده‌اند که آسیب‌ها و جراحات را به حداقل برسانند و از مرگ و میر افسران پلیس و شهروندان جلوگیری کنند. این تحول در تجهیزات ضد شورش نشان‌دهنده حرکت به سمت تاکتیک‌های غیرکشنده و روش‌های کاهش تنش است. در تجهیزات ضد شورش معاصر از نوآوری‌هایی مانند گاز اشک‌آور، گلوله‌های لاستیکی، باتوم، اسپری فلفل و شوکر استفاده می‌شود که به کاهش آسیب‌ها و تلفات برای همه طرف‌های درگیر کمک می‌کند. این پیشرفت‌ها با تغییر رویکرد از تکیه بر زور کشنده به استفاده از روش‌های غیرکشنده که ایمنی عمومی و سلامت افسران مجری قانون را در اولویت قرار می‌دهند، انقلابی در مهار جمعیت ایجاد کرده‌اند.
یکی دیگر از نگرانی‌های مهم در مهار اغتشاشات، جلوگیری از دزدیده شدن سلاح‌های کمری افسران پلیس توسط افراد موجود در جمعیت است. این سلاح‌ها ممکن است به سرقت رفته و حتی علیه پلیس استفاده شوند. در یک جمعیت بسیار متراکم، ممکن است افسر پلیس  نتواند ببیند چه کسی مسئول دزدیدن سلاح است و حتی ممکن است متوجه این اتفاق نشود. به همین دلیل، پلیس ضد شورش ممکن است از کیف‌های کمری با مکانیسم‌های قفل کننده یا سایر روش‌های اضافی برای نگهداری سلاح استفاده کند، البته اگر سازمان‌های آنها توانایی مالی تهیه چنین ابزارهایی را داشته باشند. با این حال، این موضوع می‌تواند یک معامله دو سر باخت باشد، زیرا زمان لازم برای بیرون آوردن سلاح در شرایط اضطراری را افزایش می‌دهد. به عنوان یک راه حل جایگزین، ممکن است پلیس ضد شورش اصلاً سلاح کمری حمل نکند.
انتخاب اولیه تاکتیک‌ها نوع تجهیزات تهاجمی مورد استفاده را تعیین می‌کند. انتخاب اساسی بین سلاح‌های کشنده (مانند تفنگ ساچمه‌زنی کالیبر ۱۲) و سلاح‌های غیرکشنده (مانند گاز اشک‌آور، اسپری فلفل، گلوله‌های پلاستیکی، شوکر، باتوم و سایر ابزارهای ناتوان‌کننده) است. این تصمیم بر اساس سطح تهدید احتمالی و قوانین موجود گرفته می‌شود. در بسیاری از کشورها، استفاده از زور کشنده برای  کنترل شورش‌ها در همه موارد به جز شرایط بسیار شدید و خاص غیرقانونی است.
سلاح‌های دستی ویژه مهار اغتشاش عبارتند از: باتوم چوبی یا لاستیکی، شلاق سنگین چرمی یا پلاستیکی (شمباک آفریقایی) و چوب بلند با نوک فلزی کند (چوب‌دستی پاسبانان هندی که بین ۱٫۸ تا ۲٫۴ متر طول دارد). ماشین‌های آب‌پاش نیز می‌توانند به عنوان مکمل سلاح‌های شخصی استفاده شوند. برخی از ماشین‌های آب‌پاش به پلیس اجازه می‌دهند که برای مشخص کردن شورشیان به آب رنگ اضافه کنند یا برای کمک به متفرق کردن جمعیت گاز اشک‌آور به آن اضافه کنند.
در ناآرامی‌های بزرگ، ممکن است پس از یک مرحله اولیه سرکوب با استفاده از قدرت آتش، پلیس با خودروهای زرهی به منطقه اعزام شود. در برخی موارد نیز از سگ‌های پلیس، شلنگ‌های آتش‌نشانی یا پلیس سواره استفاده می‌شود.

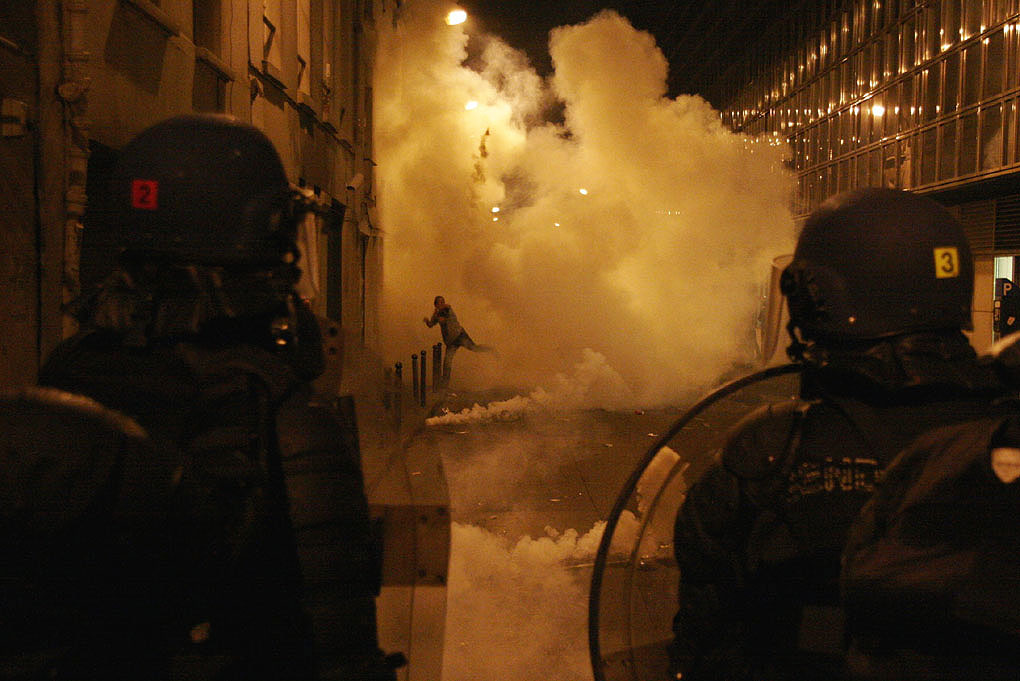
ژاندارم‌های سیار فرانسوی در حال استفاده از گاز اشک‌آور
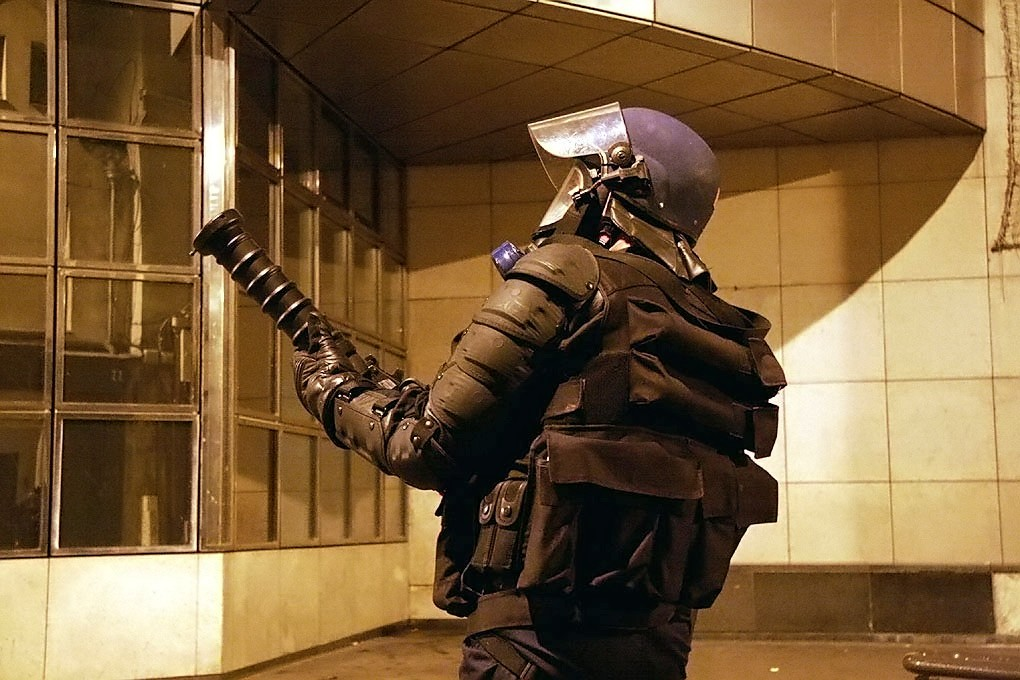
این ژاندارم در حال شلیک کپسول‌های گاز اشک‌آور با استفاده از لانچر "Cougar" ساخت شرکت Alsetex است.
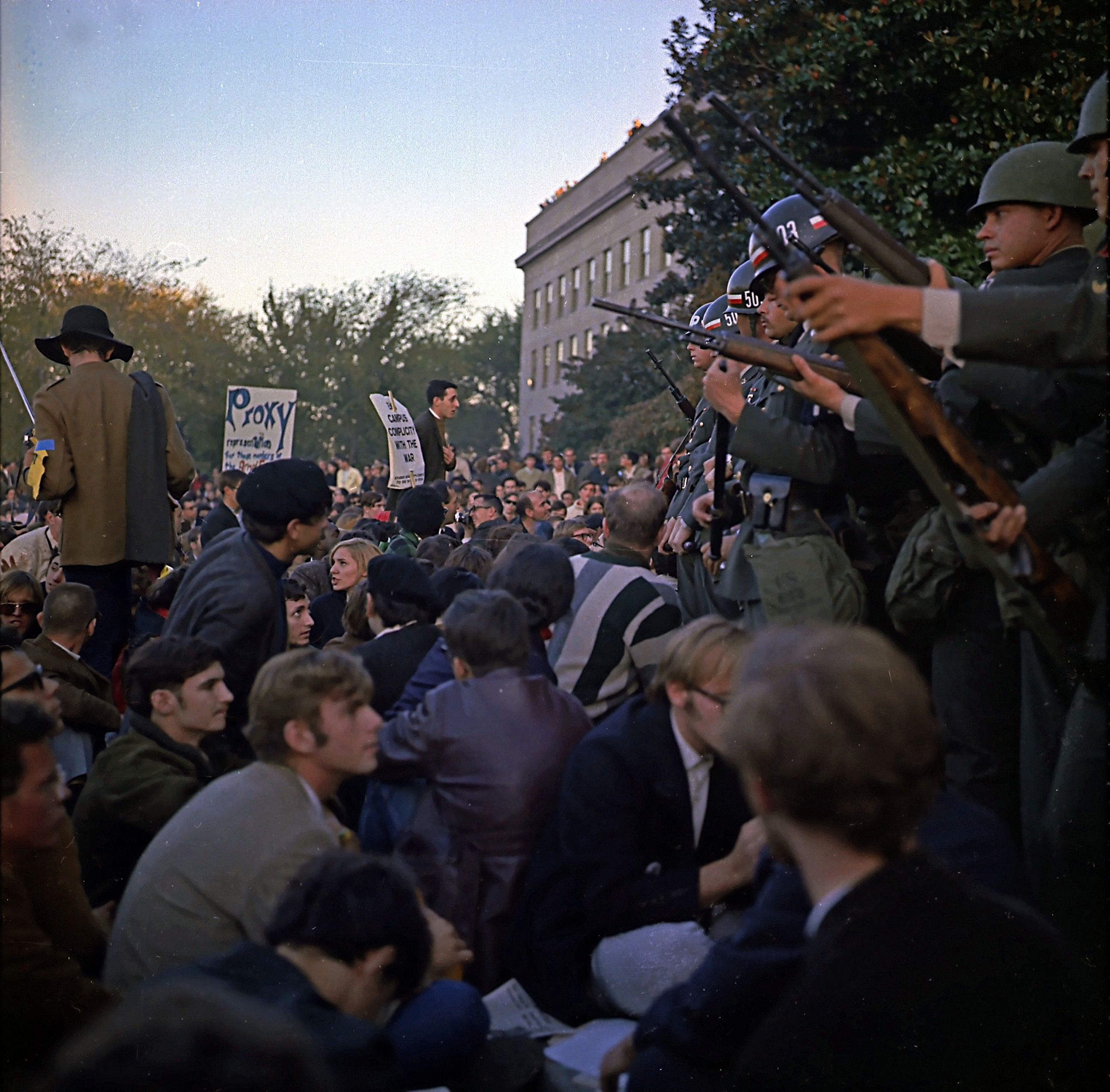
سربازان ارتش ایالات متحده در سال ۱۹۶۷ در واشنگتن دی‌سی تلاش می‌کنند تا  از شورش معترضان به جنگ ویتنام جلوگیری کنند.
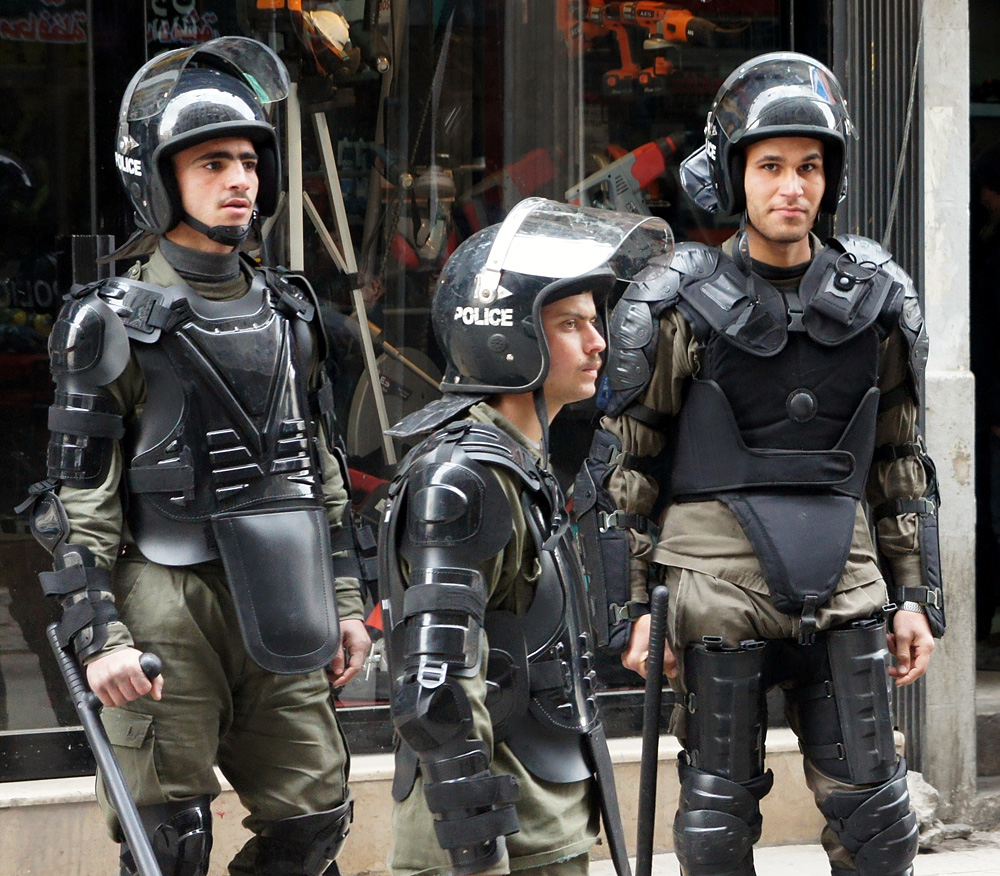
نیروهای ضد شورش سوریه در دمشق در سال ۲۰۱۲
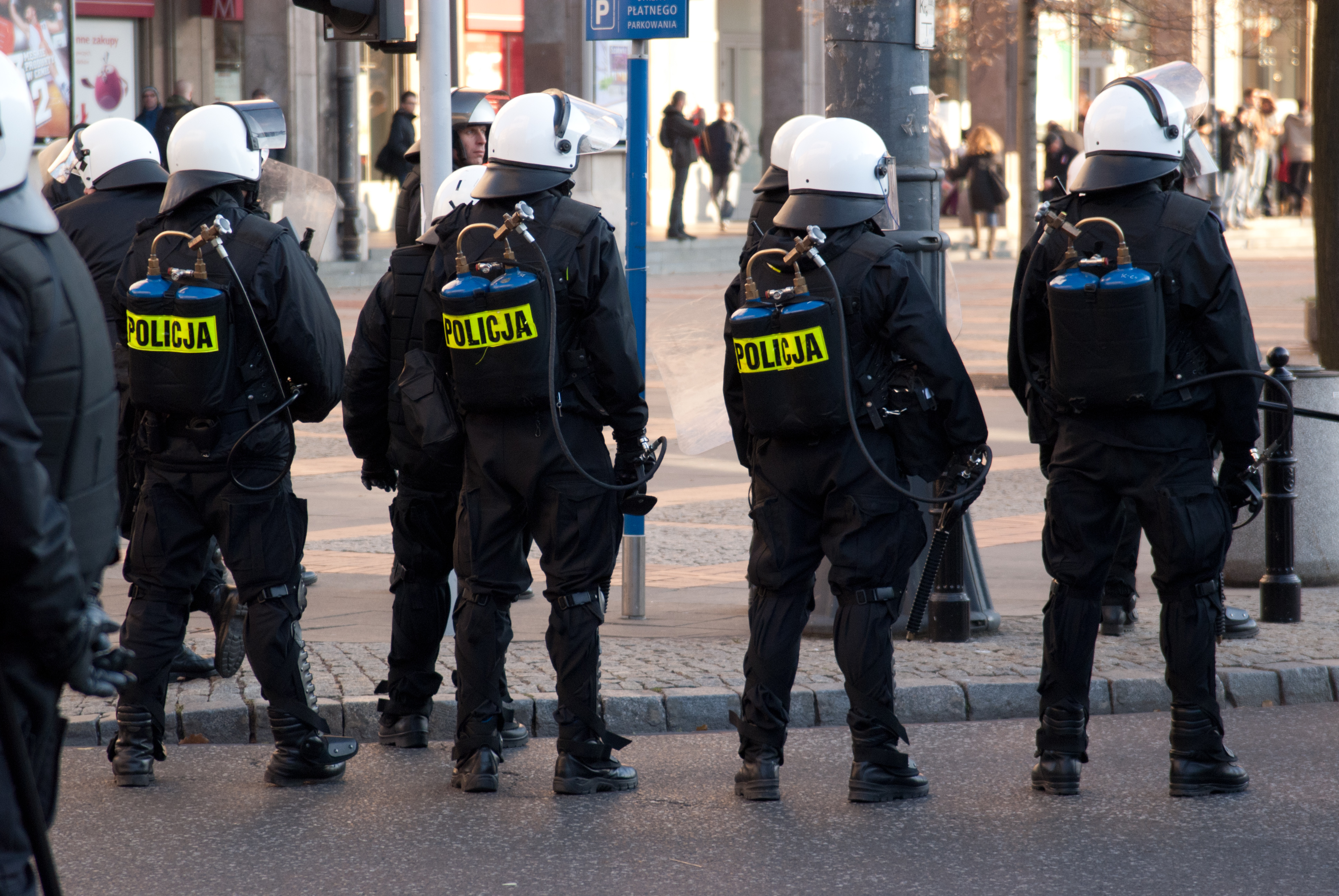
پلیس ضد شورش لهستان در ورشو در جریان راهپیمایی استقلال در سال ۲۰۱۱
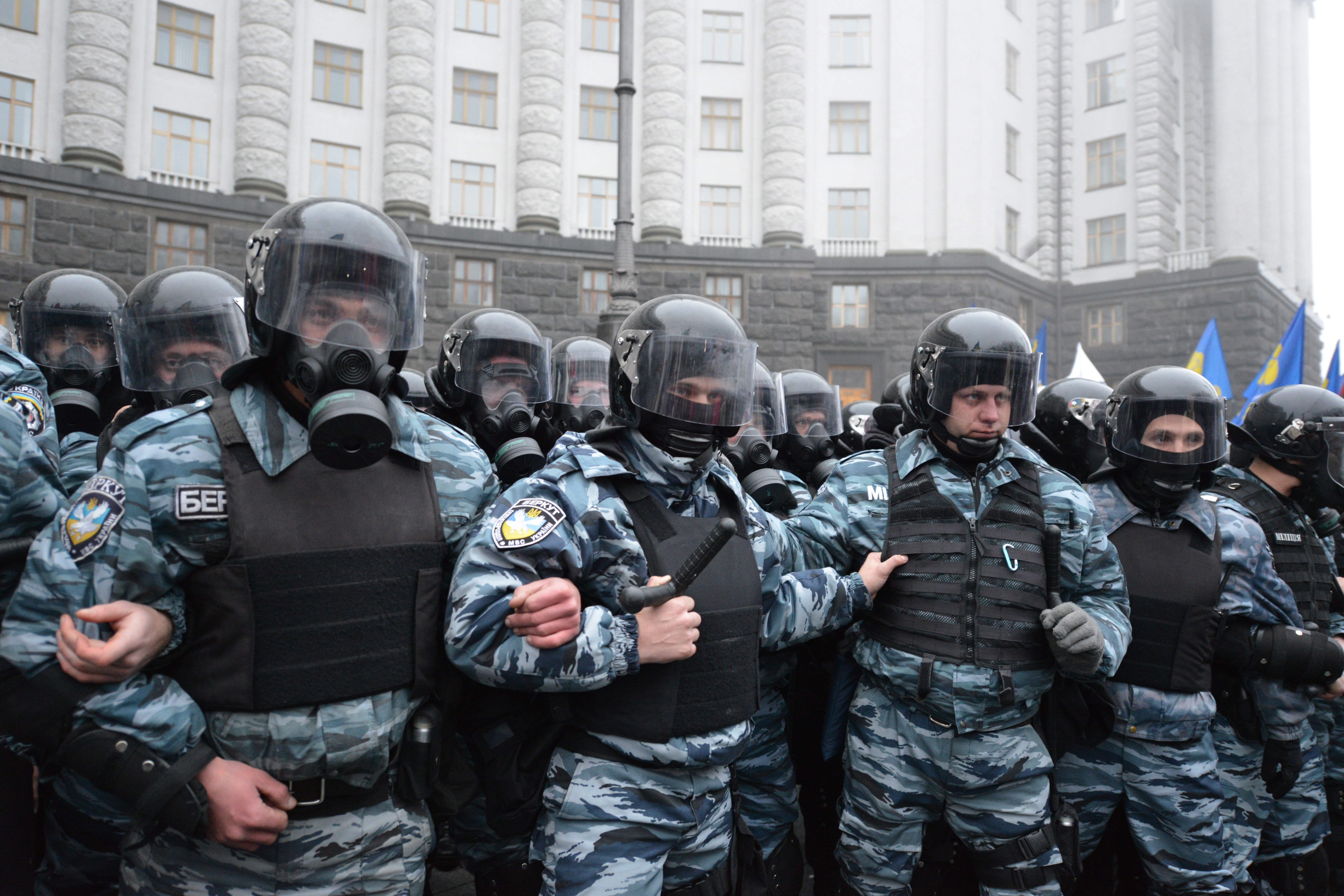
صف دفاعی نیروهای "برکوت" با تجهیزات ضد شورش در کنار ساختمان کابینه وزیران در کیف در جریان اعتراضات یورومیدان در سال ۲۰۱۳
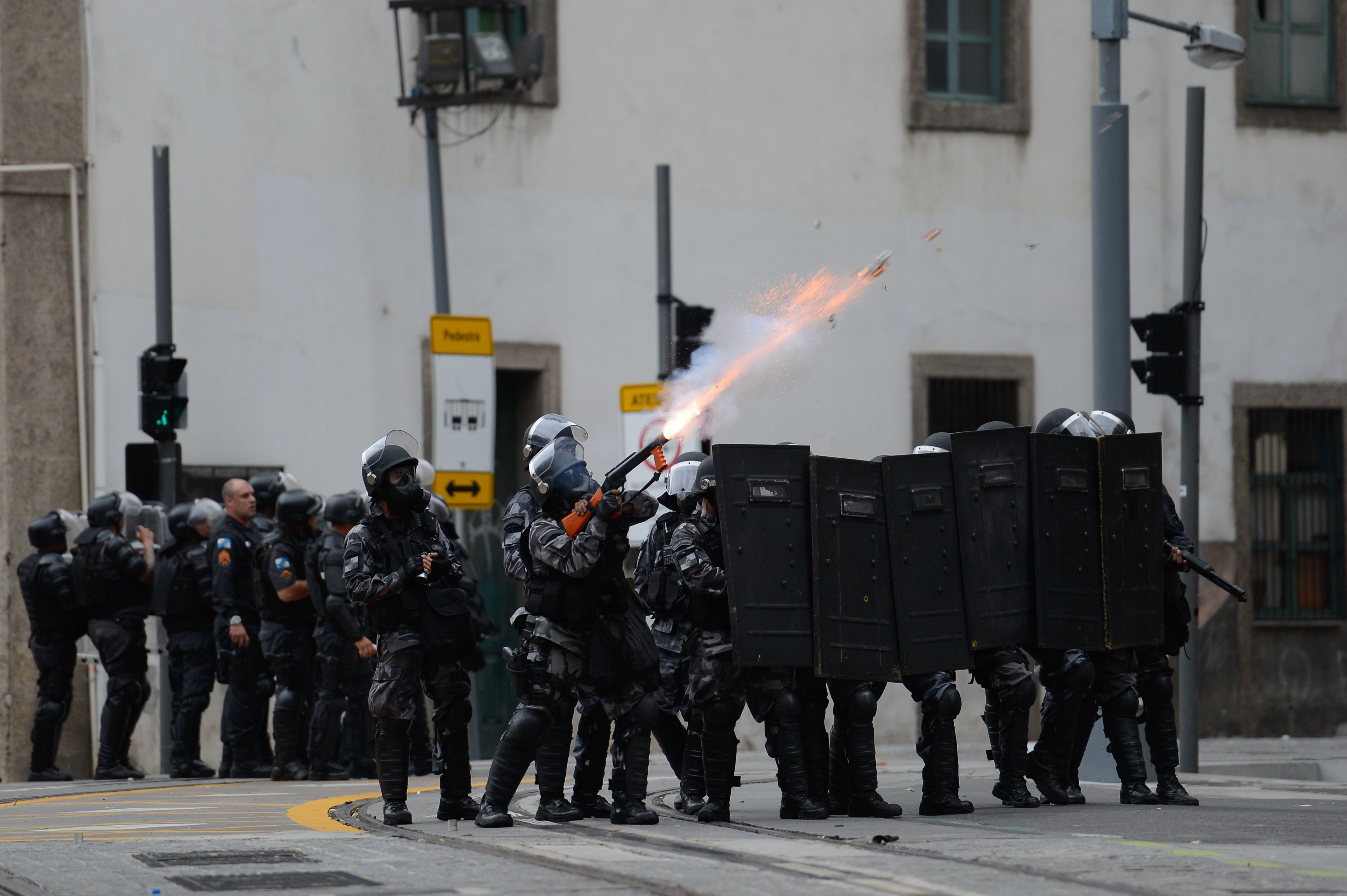
گروه ضد شورش پلیس ریودوژانیرو در حال مقابله با معترضان در مرکز تاریخی شهر.
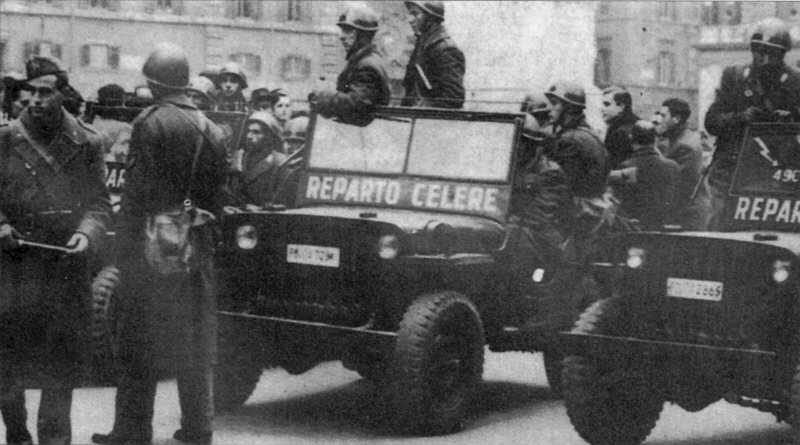
نیروهای "چلرینی" ایتالیا در دهه ۱۹۵۰.
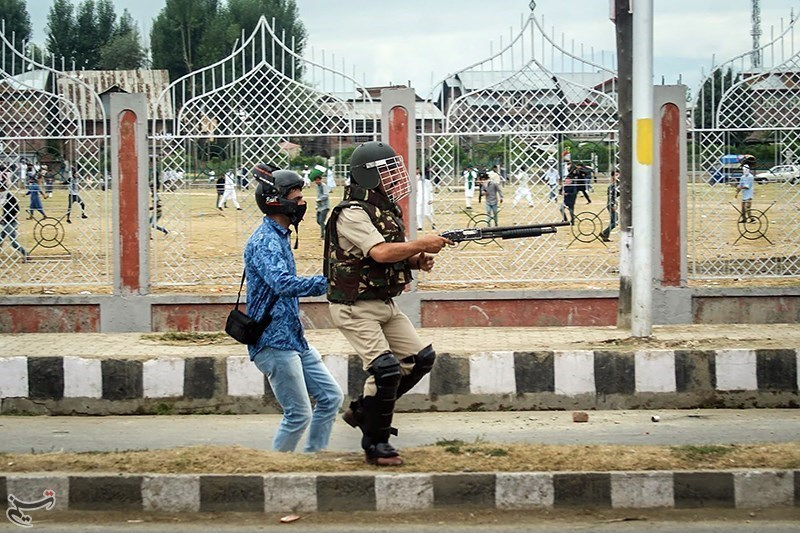
نیروهای امنیتی هند در جامو و کشمیر از تفنگ‌های ساچمه‌ای برای کنترل جمعیت و مقابله با افرادی که سنگ پرتاب می‌کنند، استفاده کرده‌اند.
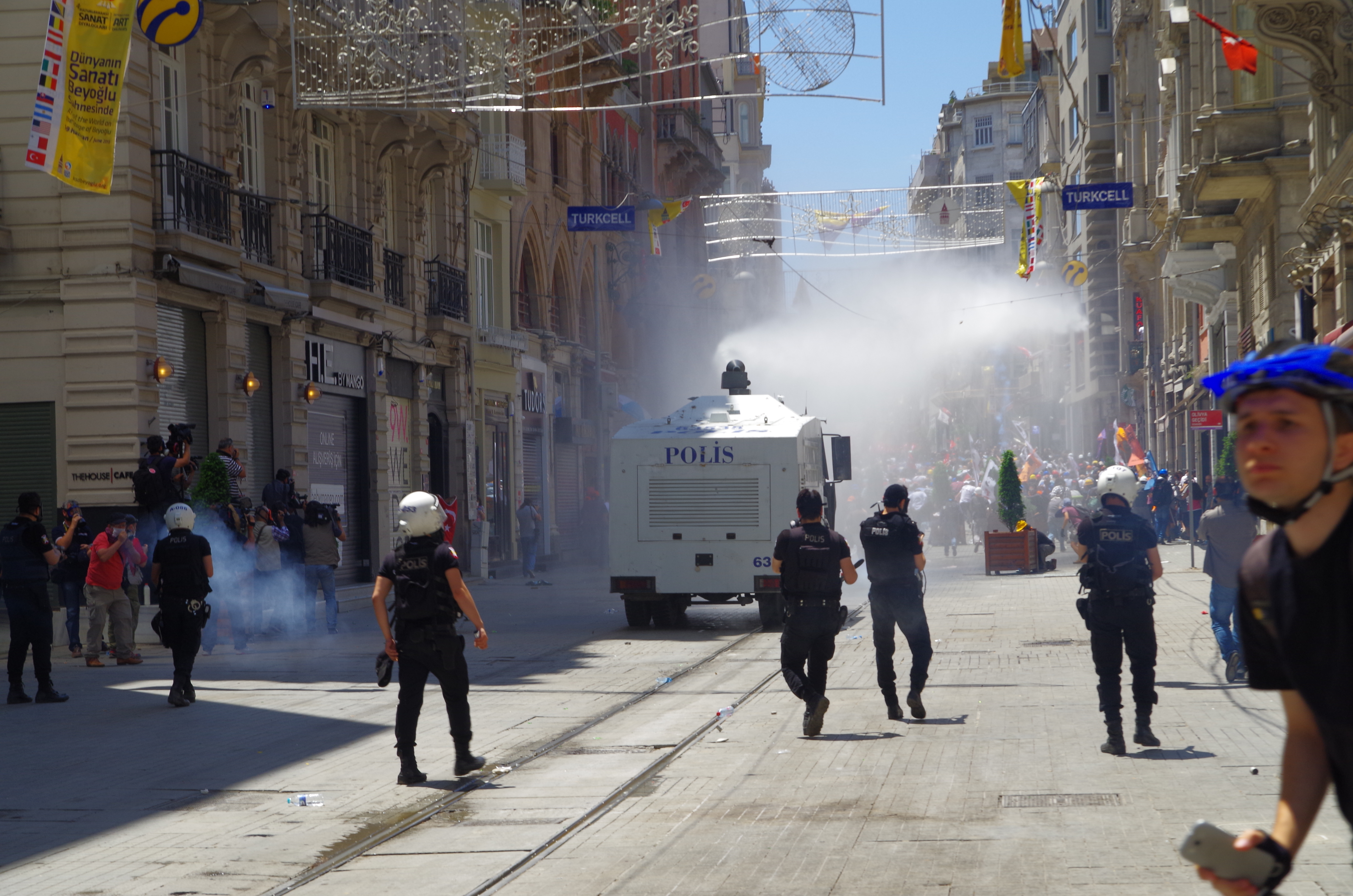
خودروی مداخله در  رویدادهای اجتماعی  که در  سال ۲۰۱۳  در  پارک  گزی  (استانبول)  برای  متفرق  کردن  معترضان  استفاده  شد.

## عوامل مهار اغتشاش
عوامل مهار اغتشاش (که گاهی اوقات RCA نامیده می‌شوند) عوامل اشک‌آور غیرکشنده‌ای هستند که برای مهار شورش و اغتشاش استفاده می‌شوند. اسپری فلفل و انواع مختلف گاز اشک‌آور از رایج‌ترین عوامل مهار اغتشاش هستند. این مواد شیمیایی امکان متفرق کردن جمعیت معترض یا شورشی یا تخلیه یک ساختمان را فراهم می‌کنند.
این عوامل می‌توانند به سرعت باعث تحریک حسی یا ایجاد اثرات فیزیکی ناتوان‌کننده شوند که معمولاً ظرف ۱۵ دقیقه (برای گاز اشک‌آور) و تا ۲ ساعت (برای اسپری فلفل) پس از پایان قرار گرفتن در معرض آنها از بین می‌روند. همچنین می‌توان از آنها برای آموزش دفاع در برابر جنگ شیمیایی استفاده کرد، اما استفاده از آنها در خود جنگ نقض ماده ۱٫۵ کنوانسیون سلاح‌های شیمیایی است. ماده ۲٫۹ کنوانسیون سلاح‌های شیمیایی به‌طور خاص استفاده از آنها را برای اجرای قانون داخلی مجاز می‌داند.

### اسپری فلفل

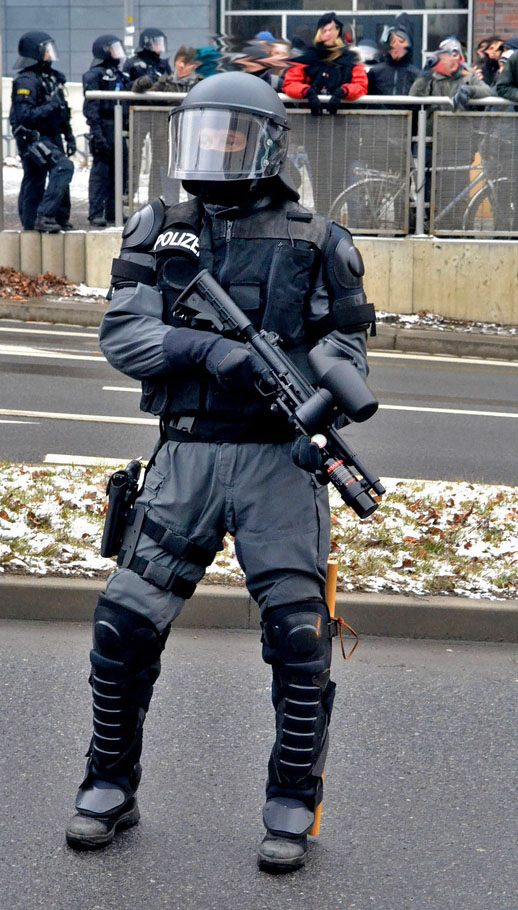
یک مأمور آلمانی SEK با تجهیزات ضد شورش، لانچر Tac700 Pepperball را در دست دارد.

ماده مؤثر در اسپری فلفل، کپسایسین است که یک ماده شیمیایی مشتق شده از میوه گیاهان جنس فلفل‌سان، از جمله فلفل قرمز است.
دیسمتیل دی هیدرو کپسایسین، یک آنالوگ مصنوعی کپسایسین که به نام وانلیل آمید اسید پلارگونیک یا PAVA نیز شناخته می‌شود، در نوع دیگری از اسپری فلفل که به اسپری PAVA معروف است استفاده می‌شود و در بریتانیا استفاده می‌شود. یکی دیگر از همتایان مصنوعی اسپری فلفل، مورفولید اسید پلارگونیک، ساخته شده و به طور گسترده در روسیه استفاده می‌شود. اثربخشی آن در مقایسه با اسپری فلفل طبیعی نامشخص است و گزارش شده است که باعث برخی آسیب‌ها شده است. هنگامی که افراد نامطلوب منطقه‌ای را تهدید می‌کنند، مانند شورش پس از یک بازی فوتبال، پلیس ضد شورش برای مهار آنها فراخوانده می‌شود. در این موقعیت‌ها، پلیس ممکن است از اسپری فلفل یا توپ‌های آب برای خنثی کردن تهدید استفاده کند.
اسپری فلفل معمولاً در قوطی‌هایی عرضه می‌شود که اغلب به اندازه کافی کوچک هستند که می‌توان آنها را در جیب یا کیف حمل یا پنهان کرد. اسپری فلفل را می‌توان در وسایلی مانند انگشتر نیز پنهان کرد. همچنین پرتابه‌های اسپری فلفل وجود دارد که می‌توان آنها را از تفنگ پینت بال شلیک کرد. اسپری فلفل که سال‌ها علیه تظاهرکنندگان استفاده می‌شد، به‌طور فزاینده‌ای توسط پلیس در مداخلات معمول استفاده می‌شود.

### گاز اشک آور

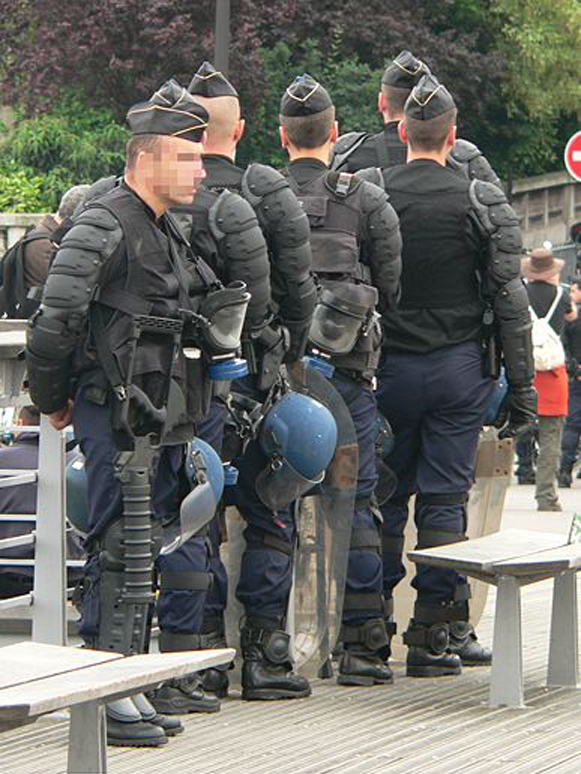
ژاندارم‌های سیار که ماسک گاز و نارنجک‌انداز برای شلیک کپسول‌های گاز اشک‌آور حمل می‌کنند.

گاز اشک آور اصطلاحی غیر اختصاصی برای هر ماده شیمیایی است که برای ناتوان کردن موقت از طریق تحریک چشم و/یا دستگاه تنفسی استفاده می‌شود. به صورت اسپری دستی استفاده می‌شود یا می‌توان آن را در قوطی‌هایی شلیک کرد که گرم می‌شوند و ابر آئروسل را با سرعت ثابتی بیرون می‌ریزند.
در حالی که استفاده از گاز اشک آور در جنگ توسط معاهدات بین‌المللی مختلفی که اکثر کشورها امضا کرده‌اند ممنوع است، استفاده از آن توسط پلیس و برای دفاع شخصی خصوصی توسط این معاهدات ممنوع نشده است.
گازهای اشک آور معروف عبارتند از مواد محرک چشم ارتو-کلروبنزیلیدن-مالونونیتریل (گاز CS)، کلرواستوفنون (گاز CN) و دی بنز (b,f)-1,4-oxazepine (گاز CR).
در میان لیست بلندی از مواد، این سه به دلیل اثربخشی و خطرات کم هنگام استفاده، اهمیت بیشتری نسبت به بقیه پیدا کرده‌اند. امروزه، CS به طور گسترده جایگزین CN به عنوان گاز اشک آور مورد استفاده در سطح بین‌المللی شده است.

#### پاکسازی
در دمای اتاق، گازهای اشک آور جامدات سفید رنگی هستند. آنها در هنگام گرم شدن پایدار هستند و فشار بخار کمی دارند. در نتیجه، آنها معمولاً به صورت آئروسل پراکنده می‌شوند. همه آنها حلالیت کمی در آب دارند اما می‌توانند در چندین حلال آلی حل شوند. هیدرولیز CN در محلول آب بسیار کند است، به خصوص اگر قلیایی اضافه شود. CS به سرعت در محلول آب هیدرولیز می‌شود (نیمه عمر در pH 7 حدود ۱۵ دقیقه در دمای اتاق است) و زمانی که قلیایی اضافه می‌شود بسیار سریع است (نیمه عمر در pH 9 حدود ۱ دقیقه است). CR فقط به میزان ناچیزی در محلول آب هیدرولیز می‌شود.
بنابراین، تجزیه CN و CR در شرایط عملی دشوار است، در حالی که CS را می‌توان به راحتی با استفاده از محلول آب غیرفعال کرد. پوست به‌طور مناسب از گاز CS و CN با شستشوی کامل با آب و صابون پاک می‌شود. CS سپس تجزیه می‌شود، در حالی که CN فقط از طریق آب و صابون پاک می‌شود. اثرات گاز CR به میزان زیادی توسط آب افزایش می‌یابد و هرگونه تلاش برای پاکسازی CR از طریق آب و صابون، شدت و مدت اثرات را افزایش می‌دهد. هنگامی که پاکسازی CR با آب و صابون انجام می‌شود، اثرات CR می‌تواند تا ۴۸ ساعت باقی بماند.
پاکسازی مواد پس از آلودگی به گاز CR تا ۴۵ روز امکان‌پذیر نیست. CS را می‌توان با محلول ۵ تا ۱۰ درصد سودا یا ۲ درصد قلیایی پاکسازی کرد. اگر این نوع پاکسازی امکان‌پذیر نباشد (به عنوان مثال، اتاق‌ها و مبلمان آلوده)، تنها راه دیگر، تبادل شدید هوا - ترجیحاً با هوای گرم - است. خیابان‌ها و پیاده‌روهای در معرض گاز دارای پودر CS سمی و تحریک‌کننده خواهند بود که مدت‌ها پس از از بین رفتن ابر گاز، توسط ترافیک و عابران پیاده در هوا پراکنده می‌شوند و باید با آب شسته شوند. برخلاف انسان‌ها، حیوانات اهلی به طور کلی حساسیت کمتری به گازهای اشک‌آور دارند؛ بنابراین پلیس می‌تواند از سگ‌ها و اسب‌ها برای  کنترل شورش حتی زمانی که از گاز اشک‌آور استفاده می‌شود، استفاده کند.

### پخش مقادیر زیاد
برای مواقعی که نیاز به پخش مقدار زیادی از عوامل مهارکنندهٔ اغتشاش وجود دارد و استفاده از نارنجک‌ها کافی نیست، از دستگاه‌های پخش‌کنندهٔ بزرگ‌تر استفاده می‌شود. یکی از انواع این دستگاه‌ها، پخش‌کننده‌های کوله پشتی است که توسط سازمان‌هایی مانند زندان‌ها که ممکن است نیاز به پوشش دادن محوطه‌های وسیع داشته باشند، مورد استفاده قرار می‌گیرد. همچنین پخش‌کننده‌هایی وجود دارند که برای اتصال به هلیکوپترها طراحی شده‌اند، مانند CBU-19 که برای پخش سریع و گسترده گاز اشک‌آور در مناطق وسیع استفاده می‌شود.

## تاکتیک‌ها

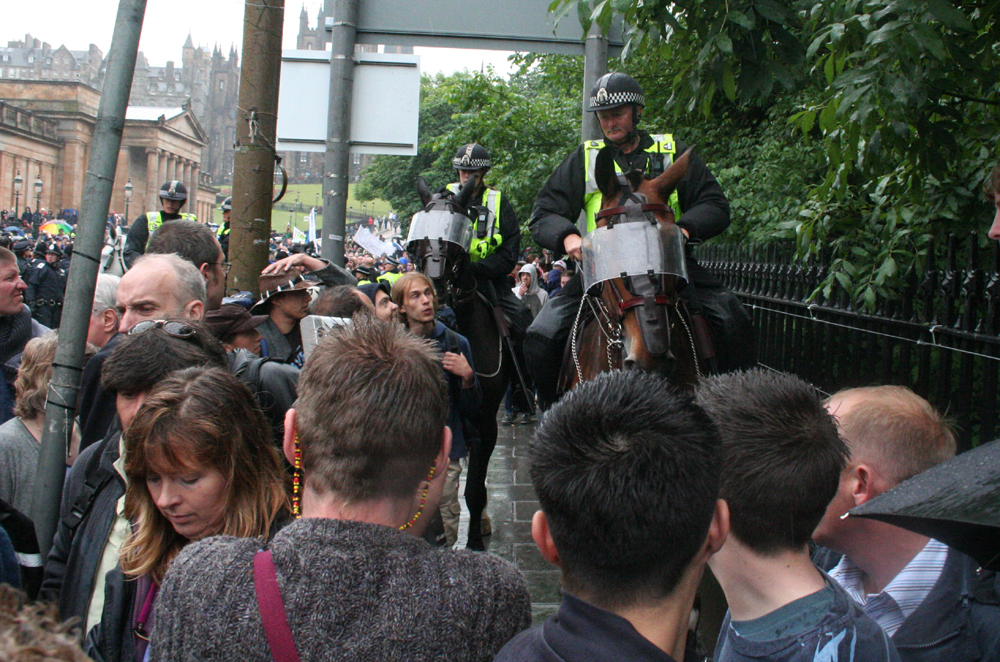
پلیس ضد شورش سواره در حال کنترل جمعیت در جریان اعتراضات در ادینبورگ

افسران خط مقدم در کنترل شورش اغلب کاملاً زره‌پوش هستند و سلاح‌هایی مانند باتوم حمل می‌کنند که برای تماس مستقیم با جمعیت طراحی شده‌اند. این افسران شورشیان را مهار می‌کنند و متعاقباً به افسران کمتر زره‌پوش و چابک‌تر اجازه می‌دهند در صورت لزوم دستگیری را انجام دهند. در مواجهه با تهدید بزرگتر، پلیس ضد شورش توسط سایر افسران مجهز به تفنگ‌های ضد شورش پشتیبانی می‌شود تا گاز اشک‌آور، گلوله‌های لاستیکی، گلوله‌های پلاستیکی یا فشنگ‌های «کیسه لوبیا» شلیک کنند.
به عنوان یک گام کمتر تهاجمی، ممکن است ابتدا پلیس سواره به میان جمعیت فرستاده شود. قدرت و ارتفاع ارائه شده توسط اسب با آموزش آن ترکیب می‌شود و به افسر اجازه می‌دهد با ایمنی بیشتری به جمعیت نفوذ کند. معمولاً هنگامی که افسران با یک شورش مواجه می‌شوند، به آرامی در یک خط موازی با جبهه شورش و به اندازه طول آن راهپیمایی می‌کنند و همزمان با صدای بلند و به طور هماهنگ سپرهای خود را با باتوم می‌کوبند تا باعث ترس و اثرات روانی بر جمعیت شوند.

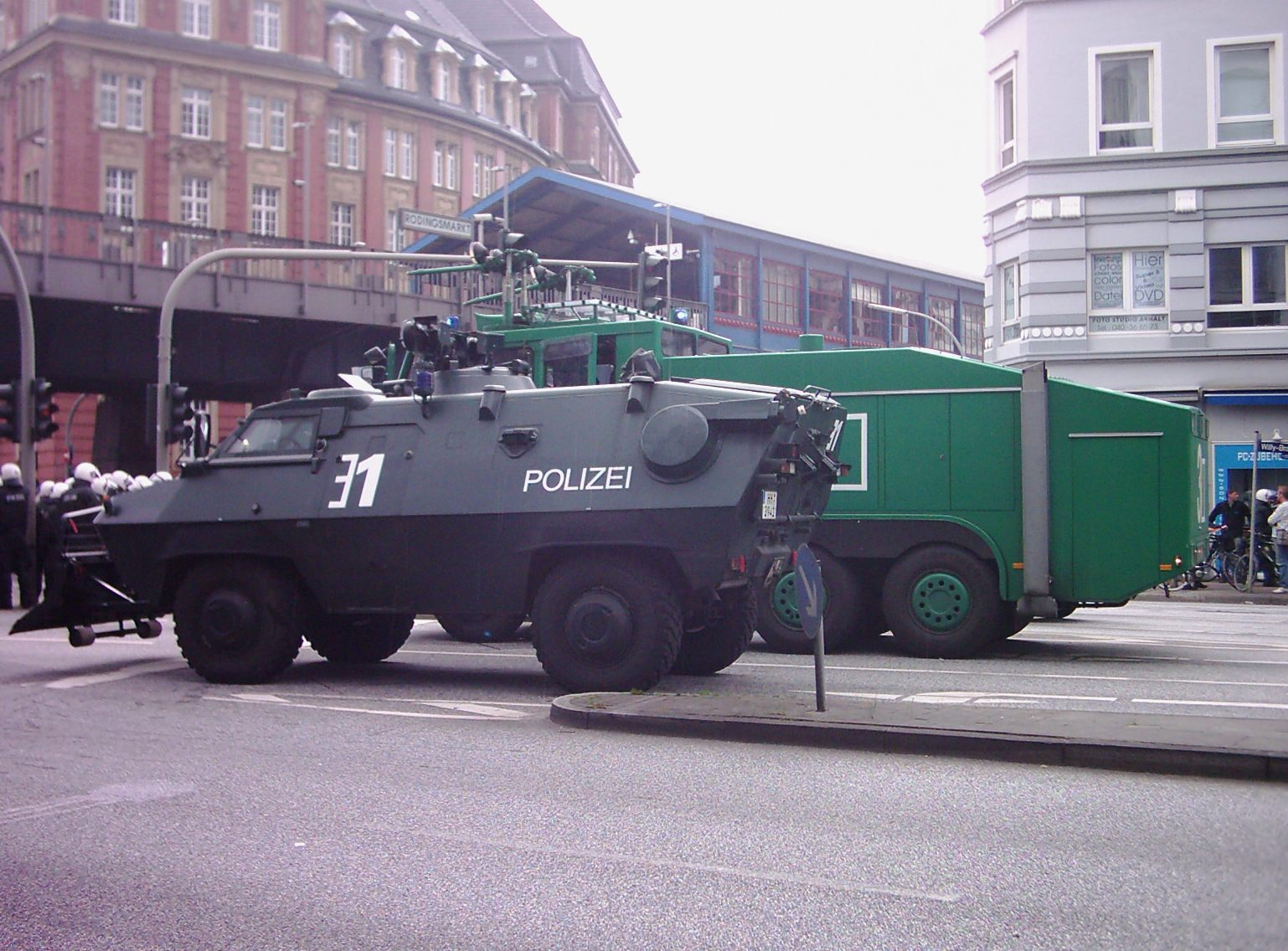
پلیس آلمان در حال استقرار یک خودروی زرهی کنترل شورش در تظاهراتی در هامبورگ.

در بریتانیا، معمولاً هنگامی که تظاهرات بزرگی برگزار می‌شود که ناپایدار تلقی می‌شود، پلیس محلی مسئول تظاهرات در آن منطقه، پرسنل واحد پشتیبانی پلیس را که در تاکتیک‌های ضد شورش آموزش دیده‌اند، به همراه افسران عادی مستقر می‌کند. اگر تظاهرات به خشونت  گرایید، پلیس جاده‌ها و سایر خروجی‌ها را می‌بندد تا معترضان را در یک منطقه (معروف به kettling یا محاصره) محصور کند تا از خسارات گسترده جلوگیری کند و  منتظر می‌ماند تا معترضان خسته شوند. این تاکتیک‌ها در جریان اعتراضات اجلاس G-20 لندن در سال ۲۰۰۹ و اعتراضات دانشجویی در لندن در سال ۲۰۱۰ مشاهده شد. گاز اشک‌آور و سایر تاکتیک‌های تهاجمی‌تر به عنوان آخرین راه حل استفاده می‌شوند. در طول اعتراضات، پلیس از معترضان فیلم یا عکس می‌گیرد تا در آینده آنها را دستگیر کند. همچنین ممکن است از تاکتیک‌های «جوخه ربایش» استفاده شود که در آن چندین افسر پلیس، معمولاً با لباس ضد شورش، به سرعت و گاهی به شکل گوه به سمت جلوی جمعیت حمله می‌کنند تا یک یا چند نفر را از میان شورشیان که سعی در  کنترل تظاهرات دارند، ربوده و دستگیر کنند. هدف ممکن است یک رهبر، سخنران یا کسی باشد که به نظر می‌رسد جمعیت را رهبری می‌کند. این تاکتیک در شورش‌های انگلستان در سال ۲۰۱۱ استفاده شد، به ویژه توسط پلیس منچستر بزرگ که این تاکتیک را در مرکز شهر منچستر در ۹ آگوست ۲۰۱۱ به کار گرفت.
یک تاکتیک سرراست‌تر که پلیس ممکن است استفاده کند، «حمله با باتوم» است که شامل حمله افسران پلیس به جمعیت با باتوم و در برخی موارد سپر ضد شورش است. آنها به سمت جمعیت دویده و با باتوم به مردم ضربه می‌زنند و در برخی مواقع از سپر ضد شورش برای دور کردن آنها استفاده می‌کنند. حمله با باتوم برای ایجاد حداکثر درد طراحی شده است، به این امید که آنها مجبور به ترک صحنه و متفرق شدن شوند.

## پیامدها
استفاده از تاکتیک‌های مهار اغتشاش، همواره با بحث‌ها و جنجال‌های فراوانی در جوامع مختلف همراه بوده است. این روش‌ها که اغلب با استفاده از زور و خشونت  برای متفرق کردن جمعیت و مهار اعتراضات همراه هستند، پرسش‌های اخلاقی و حقوقی بسیاری را در مورد حق‌هایاساسی شهروندان مانند حق تجمع و آزادی بیان مطرح می‌کنند. بسیاری از فعالان و کارشناسان حقوق بشر، استفاده از این روش‌ها را نقض آشکار حقوق شهروندان و مغایر با اصول دموکراسی می‌دانند. آنها معتقدند که دولت‌ها باید به جای استفاده از زور و خشونت، به گفتگو و مذاکره با معترضان پرداخته و سعی در حل و فصل مسالمت‌آمیز اختلافات داشته باشند.
یکی از مباحث چالش‌برانگیز در این زمینه، بحث پیرامون مشروعیت داشتن و اخلاقی بودن مهار اعتراضات است. برخی معتقدند که دولت‌ها در صورت به خطر افتادن امنیت و نظم عمومی، حق دارند با استفاده از زور، اعتراضات را سرکوب کنند. اما دیگران بر این باورند که استفاده از خشونت  علیه معترضان هرگز قابل توجیه نیست و دولت‌ها باید به جای سرکوب، به ریشه‌های اعتراضات و نارضایتی‌های مردمی رسیدگی کنند. این بحث به ویژه در جوامع دموکراتیک که حق اعتراض مسالمت‌آمیز به رسمیت شناخته شده است، اهمیت بیشتری پیدا می‌کند.
نکته قابل توجه دیگر، بحث پیرامون پیامدهای شکاف ادراک شده بین نظامیان و غیرنظامیان در زمینه مهار اغتشاشات است. در بسیاری از کشورها، از جمله ایالات متحده، پلیس به عنوان یک نیروی غیرنظامی در نظر گرفته می‌شود که وظیفه حفظ امنیت و نظم عمومی را بر عهده دارد. با این حال، در مواقع بحران و ناآرامی‌های اجتماعی، پلیس اغلب با استفاده از تجهیزات و تاکتیک‌های نظامی و با سطح اعمال خشونتی مشابه نظامیان، به سرکوب اعتراضات می‌پردازد. این امر موجب می‌شود تا مرز بین نظامیان و غیرنظامیان کمرنگ شود و پلیس به عنوان یک نیروی نظامی تلقی شود که وظیفه سرکوب مردم را بر عهده دارد. این مسئله می‌تواند پیامدهای منفی فراوانی برای جامعه داشته باشد، از جمله افزایش بی‌اعتمادی مردم به پلیس، تشدید خشونت  و درگیری بین مردم و دولت، و همچنین تضعیف ارزش‌های دموکراتیک و حقوق بشر.
علاوه بر مباحث اخلاقی و حقوقی، نگرانی‌های جدی در مورد سلامت و ایمنی افراد در جریان مهار اغتشاشات وجود دارد. استفاده از عوامل شیمیایی مانند گاز اشک‌آور و اسپری فلفل می‌تواند باعث ایجاد مشکلات تنفسی، سوزش چشم و پوست، و حتی در موارد شدید منجر به نابینایی و مرگ شود. همچنین، استفاده از گلوله‌های لاستیکی و سایر سلاح‌های غیرکشنده نیز می‌تواند باعث ایجاد جراحات و صدمات جدی شود؛ بنابراین، استفاده از این روش‌ها باید با احتیاط و با رعایت استانداردهای سلامت و ایمنی صورت گیرد.
کشورهای مختلف از روش‌های متفاوتی برای مهار اغتشاش استفاده می‌کنند. برخی کشورها بیشتر بر روش‌های غیرکشنده مانند مذاکره و گفتگو با معترضان، استفاده از ماشین‌های آب‌پاش و گاز اشک‌آور تأکید دارند، در حالی که برخی دیگر به سرعت به استفاده از زور و خشونت  متوسل می‌شوند. این تفاوت‌ها می‌تواند ناشی از عوامل مختلفی مانند فرهنگ سیاسی، سطح دموکراسی و همچنین شدت و ماهیت اعتراضات باشد.
کلرواستوفنون، کلروبنزیلیدن مالونونیتریل (گاز اشک‌آور) و دی بنزوکسازپین از مواد تشکیل‌دهنده رایج برای مهار اغتشاش هستند. این مواد بسیار سمی و سرطان‌زا هستند و استفاده از آنها می‌تواند اثرات مخربی بر سلامت انسان داشته باشد. کشورها اغلب استانداردهای متفاوتی برای استفاده از مواد شیمیایی مانند کپسایسین (اسپری فلفل) دارند و اینکه چه کسی مجاز به داشتن و استفاده از این مواد شیمیایی برای دفاع از خود است، متفاوت است. برخی از دانشمندان خواستار جایگزین‌های طبیعی برای محدود کردن اثرات طولانی مدت بر سلامتی مانند آنهایی که در تیرهٔ فلفل‌سانان و تیرهٔ زنجبیل‌سانان یافت می‌شوند، شده‌اند. استفاده از جایگزین‌های طبیعی می‌تواند به کاهش خطرات و پیامدهای ناشی از استفاده از مواد شیمیایی سمی در مهار اغتشاشات کمک کند.

## تأثیرات روانی بر معترضان و افسران پلیس
در جوامع امروزی، اعتراضات و شورش‌ها به بخش جدایی‌ناپذیر زندگی اجتماعی و سیاسی تبدیل شده‌اند. مردم برای ابراز نارضایتی خود از سیاست‌های دولت، بی‌عدالتی‌های اجتماعی، یا سایر مسائل، به خیابان‌ها می‌آیند و صدای اعتراض خود را به گوش مسئولان می‌رسانند. اما این اعتراضات همیشه به صورت مسالمت‌آمیز باقی نمی‌مانند و گاهی به خشونت  و درگیری با نیروهای امنیتی می‌انجامند. در چنین شرایطی، استفاده از تاکتیک‌های مهار اغتشاش و سرکوب اعتراضات توسط پلیس، علاوه بر پیامدهای فیزیکی، می‌تواند تأثیرات روانی عمیقی بر سلامت روان معترضان و همچنین افسران پلیس داشته باشد.
افزایش اعتراضات در سال‌های اخیر، منجر به افزایش خشونت  از سوی مجریان قانون شده است. استفاده از گلوله‌های لاستیکی، ماشین‌های آب‌پاش، گاز اشک‌آور و سایر روش‌های مهار اغتشاش، نه تنها باعث ایجاد جراحات و صدمات فیزیکی در معترضان می‌شود، بلکه می‌تواند تأثیرات روانی طولانی مدتی مانند اختلال استرس پس از سانحه (PTSD)، اضطراب و افسردگی را در آنها ایجاد کند. مطالعات نشان داده‌اند که قرار گرفتن در معرض خشونت  پلیس و تجربه سرکوب و خفقان، می‌تواند باعث بروز مشکلات روانی جدی در افراد شود.
انجمن بهداشت عمومی آمریکا، خشونت  پلیس را به عنوان یکی از «مسائل بهداشت عمومی» معرفی کرده است و بر ضرورت مطالعه اثرات روانی ناشی از شورش‌ها و مهار اغتشاشات تأکید کرده است. این مطالعات نشان می‌دهند که تأثیرات روانی شورش‌ها و سرکوب اعتراضات، نه تنها گریبان‌گیر معترضان، بلکه دامن‌گیر افسران پلیس نیز می‌شود.
یکی از نمونه‌های بارز که به دلیل اثرات روانی ناشی از واکنش شدید پلیس، مورد مطالعه قرار گرفته است، اعتراضات ضد لایحه استرداد در هنگ کنگ است. در جریان این اعتراضات، پلیس هنگ کنگ با شدت و خشونت  بی‌سابقه‌ای با معترضان برخورد کرد و از مقادیر زیادی گاز اشک‌آور و گلوله‌های لاستیکی برای متفرق کردن آنها استفاده کرد. طبق گزارش‌ها، پلیس بیش از ۱۶۰۰۰ کپسول گاز اشک‌آور علیه معترضان استفاده کرد که منجر به ایجاد مشکلات تنفسی و سایر عوارض جسمی در بسیاری از آنها شد. اما علاوه بر آسیب‌های جسمی، این سرکوب خشن تأثیرات روانی عمیقی نیز بر معترضان گذاشت. یک نظرسنجی نشان داد که ۲۵٫۷٪ از جمعیت هنگ کنگ در پی این اعتراضات دچار افسردگی شده‌اند و ۹٫۱٪ به خودکشی فکر کرده‌اند.
یافته‌های مشابهی در جریان بهار عربی در مصر نیز به دست آمده است. در این دوران، دانش‌آموزان مدارسی که در نزدیکی میدان تحریر (محل شورش‌های گسترده) قرار داشتند، میزان افسردگی بالاتری را تجربه می‌کردند. همچنین، در فرانسه، مشخص شد که معترضان جلیقه زرد که با خشونت  پلیس مواجه شده بودند، ۱٫۵۴٪ احتمال بیشتری برای تجربه علائم افسردگی شدید داشتند و ۲٫۵۸ برابر بیشتر احتمال داشت علائم نشان‌دهنده PTSD را نشان دهند.
به طور کلی، مطالعات نشان می‌دهند که افرادی که درگیر شورش‌ها بودند یا فقط در مناطق تحت تأثیر شورش‌ها زندگی می‌کردند، می‌توانند ۴ تا ۴۱ درصد افزایش PTSD را تجربه کنند. این یافته‌ها اهمیت رسیدگی به سلامت روان افراد در جوامع درگیر شورش و ناآرامی را نشان می‌دهد.
عوامل خطر که می‌توانند مشکلات سلامت روان ناشی از شورش‌ها را تشدید کنند عبارتند از:
- وضعیت اقتصادی-اجتماعی پایین‌تر
- جنسیت زن
- قرار گرفتن قبلی در معرض خشونت
- استفاده بیش از حد از رسانه‌های اجتماعی
- عدم حمایت خانواده و دوستان
- درگیری‌های شخصی مداوم

### اثرات روانی بر افسران پلیس
هنگام بررسی اثرات روانی مهار اغتشاش، مهم است که تأثیر شورش‌ها بر افسران پلیس را نیز در نظر بگیریم. آنها نیز مانند معترضان، در معرض خطرات و چالش‌های فراوانی قرار دارند. پرتاب اشیاء به سمت آنها، مورد حمله فیزیکی قرار گرفتن، و قرار گرفتن در معرض عوامل مهار اغتشاش مانند گاز اشک‌آور و اسپری فلفل، تنها بخشی از این خطرات هستند. افسران پلیس علاوه بر این خطرات فیزیکی، با فشارهای روانی فراوانی نیز مواجه هستند. آنها باید در شرایط بسیار پرتنش و استرس‌زا تصمیمات سریع و قاطع بگیرند و اغلب با  انتقاد و سرزنش مردم و رسانه‌ها مواجه می‌شوند.
حتی بدون در نظر گرفتن شورش‌ها، افسران پلیس در حال حاضر تقریباً دو برابر بیشتر از یک فرد عادی در معرض خطر ابتلا به PTSD، افسردگی و اضطراب هستند. هنگامی که کار در خط مقدم یک شورش به آن اضافه شود، این اعداد افزایش می‌یابد. به عنوان مثال، در طول ناآرامی‌های پس از قتل جورج فلوید و برونا تیلور، تعداد موارد ثبت شده PTSD در میان افسران پلیس تا ۳۰ درصد افزایش یافت. با افزایش بیماری‌های روانی ناشی از ناآرامی‌های مدنی و بررسی‌های عمومی، بسیاری از افسران پلیس استعفا دادند، به سوء مصرف مواد مخدر روی آوردند و حتی خودکشی کردند.
علائمی که افسران پلیس ممکن است پس از شورش‌ها با آن مواجه شوند:
- افزایش ضربان قلب
- عصبی بودن یا بی‌قراری
- لرزش
- تعریق
- کاهش اشتها
- اضطراب یا بی‌قراری
- افکار مکرر مرگ

### شورش‌های ۶ ژانویه
در روز ۶ ژانویه ۲۰۲۱، گروهی از معترضان به ساختمان کاپیتول در واشینگتن دی‌سی حمله کردند و آن را به اشغال خود درآوردند. آنها در این فرایند افسران پلیس را کتک زدند، لگدمال کردند، با مواد شیمیایی اسپری کردند، پلیس را مغلوب کردند و تقریباً تعداد زیادی از افسران پلیس را که سعی در جلوگیری از ورود آنها به کاپیتول داشتند، کشتند. این رویداد که به عنوان «شورش کاپیتول» شناخته می‌شود، تأثیرات روانی عمیقی بر افسران پلیس که در آن روز در صحنه حاضر بودند، گذاشت. بسیاری از این افسران تا به امروز از PTSD، اضطراب و افسردگی رنج می‌برند.
بابی تیبرون و دی‌دیواین کی. کارتر، دو تن از افسران پلیس متروپولیتن که در آن روز در صحنه حاضر بودند، علیه دونالد جی. ترامپ، رئیس جمهور سابق آمریکا، شکایت کردند. آنها در شکایت خود مدعی شدند که دونالد ترامپ با سخنرانی‌های تحریک‌آمیز خود قبل از شورش، باعث «آسیب‌های شدید» و «پریشانی عاطفی بزرگ» آنها شده است. هر دو افسر هنوز از خواب‌ها و افکار مکرر حمله وحشتناک به ساختمان کاپیتول رنج می‌برند.
فراتر از این شکایت، چندین افسر پلیس که در شورش کاپیتول حضور داشتند، در ماه‌های بعد خودکشی کردند:
- گونتر هاشیدا، افسر پلیس متروپولیتن
- کایل دفریتاگ، افسر پلیس متروپولیتن
- هاوارد لیبینگود، افسر پلیس کاپیتول
- جفری اسمیت، افسر پلیس متروپولیتن

شورش‌های ۶ ژانویه همچنین نشانگر یک تناقض کم‌سابقه بود، زیرا بسیاری از شرکت‌کنندگان در این شورش‌ها از حامیان حزب جمهوری‌خواه بودند که به طور  سنتی از پلیس حمایت می‌کنند. اما در سال‌های اخیر، با افزایش گرایش جمهوری‌خواهان به محدود کردن قدرت دولت و حفظ آزادی‌های فردی، بسیاری از آنها به مخالفان پلیس و حتی خواستار قطع بودجه ادارات پلیس تبدیل شده‌اند. این تغییر نگرش نشان می‌دهد که حمایت از پلیس در آمریکا دیگر یک مسئله حزبی نیست و پلیس آمریکا حتی در میان جمهوری‌خواهان نیز مخالفان و  منتقدان زیادی دارد.

## ادبیات پژوهشی

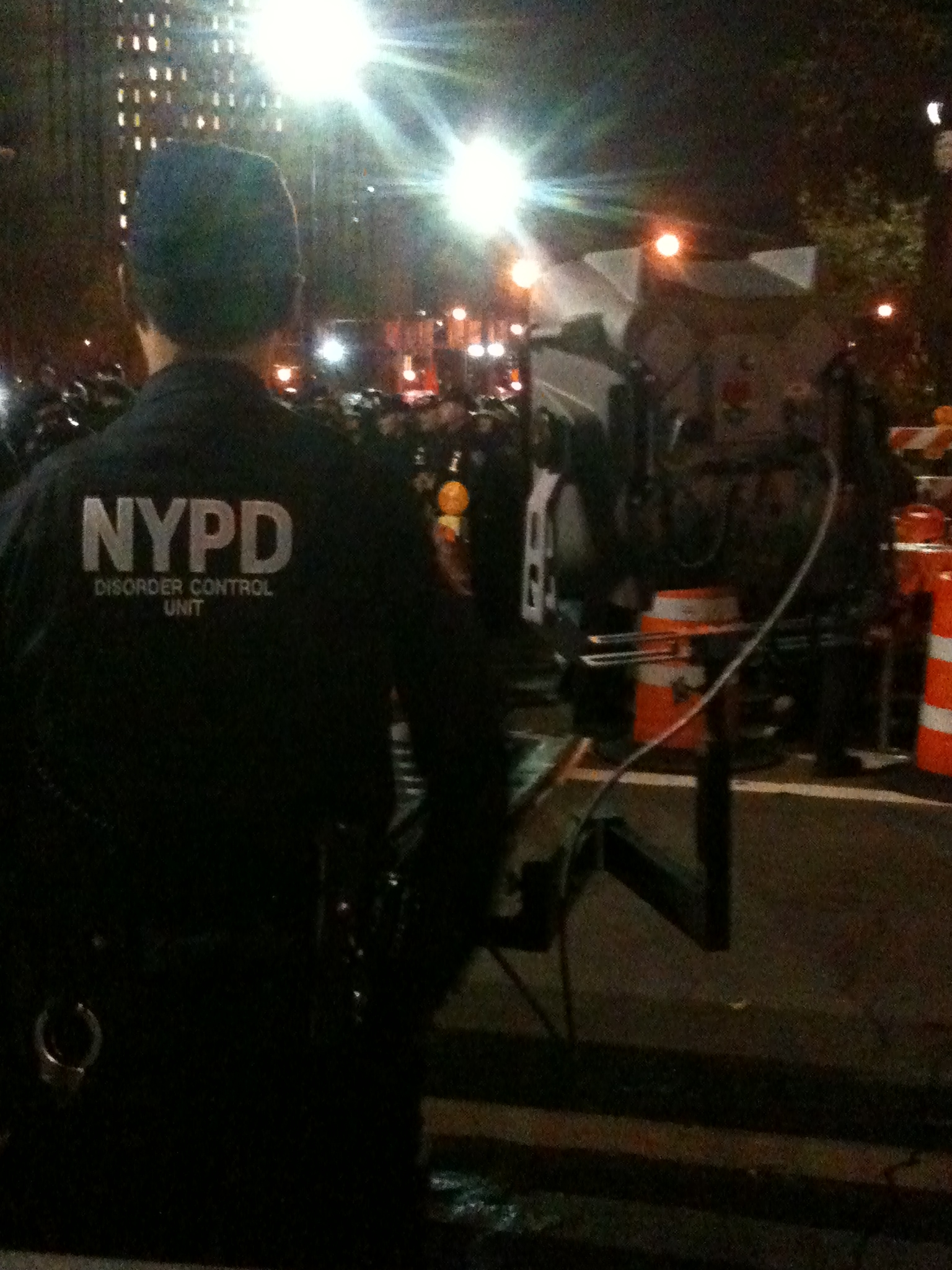
یک افسر پلیس نیویورک با سلاح صوتی LRAD 500X در حالت آماده‌باش ایستاده است.

در دنیای امروز، با افزایش اعتراضات و ناآرامی‌های اجتماعی در گوشه و کنار جهان، نیاز به روش‌های مؤثرتر و کم‌خطرتر برای مهار اغتشاشات بیش از پیش احساس می‌شود. به همین دلیل، تحقیقات و پژوهش‌های گسترده‌ای در زمینه توسعه و بهبود سلاح‌ها و تجهیزات مهار اغتشاش در حال انجام است. هدف از این تحقیقات، یافتن روش‌هایی است که ضمن حفظ امنیت و نظم عمومی، کمترین آسیب و خطر را برای معترضان و همچنین نیروهای مجری قانون داشته باشد.
یکی از زمینه‌های تحقیقاتی مهم در این زمینه، توسعه سلاح‌های غیرکشنده است. این سلاح‌ها به گونه‌ای طراحی شده‌اند که بتوانند شورشیان و معترضان را بدون کشتن یا مجروح کردن آنها، مهار و متفرق کنند. تفنگ‌های توری یکی از نمونه‌های این سلاح‌ها هستند. این تفنگ‌ها که در گذشته برای به دام انداختن حیات وحش برای اهداف تحقیقاتی استفاده می‌شدند، اکنون برای مهار اغتشاش نیز مورد استفاده قرار می‌گیرند. تفنگ‌های توری با شلیک یک تور به سمت هدف، او را در خود می‌پیچند و مانع از حرکت و فعالیت او می‌شوند.
لانچرهای پرتابه اسپری فلفل نیز از دیگر سلاح‌های غیرکشنده هستند که در سال‌های اخیر توسعه یافته‌اند. این لانچرها که در واقع تفنگ‌های پینت‌بال اصلاح شده هستند، با شلیک گلوله‌های شکننده حاوی پودر فلفل به سمت هدف، باعث سوزش و اشک ریزش او می‌شوند و به این ترتیب، او را از ادامه فعالیت باز می‌دارند.
بمب‌های بدبو نیز از دیگر ابزارهایی هستند که برای مهار اغتشاش مورد استفاده قرار می‌گیرند. این بمب‌ها با ایجاد بوی بسیار ناخوشایند، باعث پراکنده شدن جمعیت و ترک منطقه می‌شوند. مزیت بمب‌های بدبو نسبت به سایر مواد شیمیایی مهار اغتشاش این است که در غلظت‌های کم نیز مؤثر هستند و بنابراین، خطر کمتری برای سلامت افراد دارند.
علاوه بر این سلاح‌ها، تحقیقات دیگری نیز در زمینه توسعه روش‌های جدید برای مهار اغتشاش در حال انجام است. به عنوان مثال، سلاح‌های فوم چسبنده که با پاشیدن یک فوم چسبناک به سمت هدف، او را بی‌حرکت می‌کنند، در حال آزمایش هستند. [۳۴] همچنین، توپ‌های صوتی با فرکانس پایین که با استفاده از امواج صوتی باعث آسیب یا ناتوانی موقت در افراد می‌شوند، و سیستم‌های محرومیت فعال (ADS) که با استفاده از امواج مایکروویو باعث ایجاد احساس سوزش شدید در پوست می‌شوند، از دیگر نمونه‌های این تحقیقات هستند.
لیزرهای خیره‌کننده نیز از دیگر سلاح‌های غیرکشنده هستند که برای مهار اغتشاش مورد استفاده قرار می‌گیرند. این لیزرها با تاباندن نور شدید به چشم افراد، باعث نابینایی موقت یا گیجی و سردرگمی آنها می‌شوند و به این ترتیب، آنها را از ادامه فعالیت باز می‌دارند.
به طور کلی، تحقیقات در زمینه مهار اغتشاش با هدف یافتن روش‌های مؤثرتر، امن‌تر و انسانی‌تر برای  کنترل جمعیت و برقراری نظم عمومی ادامه دارد. امید است که با پیشرفت این تحقیقات، بتوان از خشونت  و آسیب در جریان اعتراضات و ناآرامی‌های اجتماعی کاسته و به سمت جامعه‌ای امن‌تر و عادلانه‌تر حرکت کرد.